# Jean Robic
Vous lisez un « article de qualité » labellisé en 2013.
Pour les articles homonymes, voir Robic.
Ne pas confondre avec Jean Robic (1893 - 1968), médecin français.
Jean Robic, né le 10 juin 1921 à Condé-lès-Vouziers dans les Ardennes et mort dans un accident de la route le 6 octobre 1980 à Claye-Souilly en Seine-et-Marne, est un coureur cycliste français.
Professionnel de 1943 à 1961, il a notamment remporté le premier Tour de France de l'après-guerre en 1947, exploit accompli sans jamais porter le maillot jaune au cours de l'épreuve. Jusqu'au terme de sa carrière en 1959, à trente-huit ans, il remporte six étapes, et porte une journée le maillot jaune lors du tour de 1953.
Il a également remporté le premier championnat du monde de cyclo-cross en 1950. Auparavant, il avait gagné en 1947 le critérium international de cyclo-cross, à l'époque championnat du monde officieux. À son palmarès figurent également un titre de champion de France de cyclo-cross et une Polymultipliée.
Très bon rouleur et excellent grimpeur, il s'avère moins à l'aise dans les épreuves contre-la-montre et les descentes de col, sans doute en raison de sa corpulence relativement chétive. Il a été l'un des coureurs français les plus populaires de l'après-guerre et est parfois considéré comme l'incarnation de « l'anti-Bobet ».

## Jeunes années
| \| Radenac \| Localisation de Radenac en Région Bretagne. |
| Radenac                                                   |

Les parents de Jean Robic sont originaires du Morbihan. Son père qui se prénomme Jean et est charpentier, s'est installé à Radenac en 1927 ; il a atteint un niveau régional honorable de coureur cycliste. La mère de Jean Robic, née Rose Le Lay (1899 - 1983), est originaire de Pleugriffet, où son père (le grand-père maternel de Jean Robic) était sabotier.

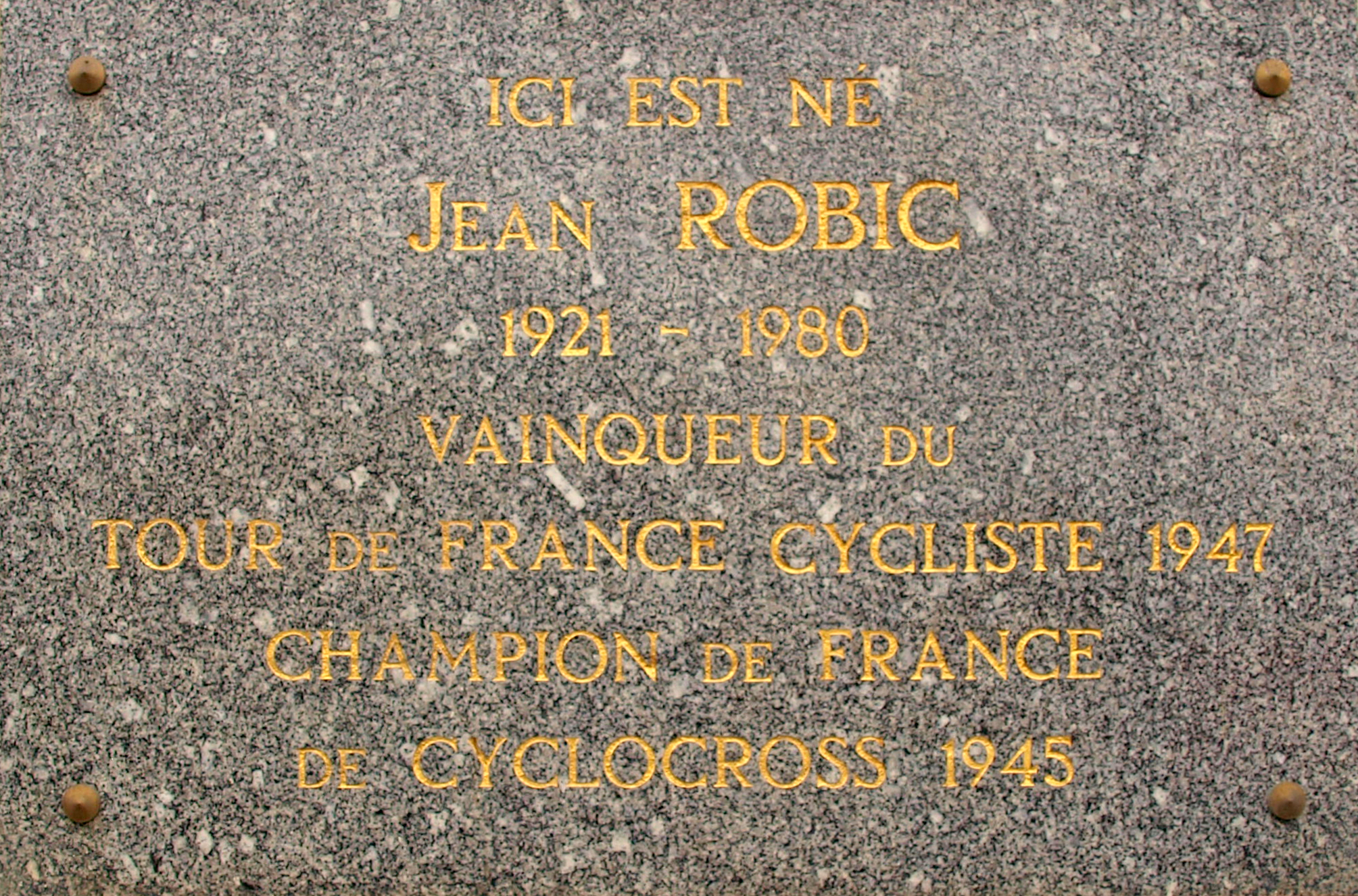
Plaque sur la maison natale de Jean Robic à Condé-lès-Vouziers.

Démobilisé en 1917, Jean Robic (père) décide de rester dans les Ardennes pour exercer sa profession. Entouré de sa femme Rose et de ses trois filles, Bernadette et les jumelles Marthe et Marie, il est à nouveau père le 10 juin 1921, avec la naissance de Jean à Condé-lès-Vouziers. Par la suite Jean et Rose ont eu deux autres enfants : Pierre (né en 1923) et Janine (1931 - 1935). En 1924, la famille Robic s'installe en Bretagne, après une transition de quelques mois à Paris. Toutefois Jean Robic (père) est régulièrement envoyé sur des chantiers relativement éloignés, comme pour celui de la gare d'Avranches. En 1927, il arrête sa profession de charpentier pour ouvrir un magasin de cycles à Radenac.
Jean Robic est plutôt bon élève ce qui lui permet d'obtenir son certificat d'études primaires. Ce diplôme en poche, il commence un apprentissage à La Bottine (un hameau de Radenac, situé à environ 1,5 kilomètre du bourg), pour devenir charron. Il s'inscrit alors à ses premières courses cyclistes, dont certaines sur lesquelles court également son père. À partir de 1937, il récolte ses premiers résultats sur des courses locales.

## Course en junior puis en indépendant
En 1939, Robic intègre le club cycliste de l'Union Cycliste Auray. Il court alors au niveau junior et obtient son premier résultat d'envergure : la victoire à l'éliminatoire régional du Premier pas Dunlop,. L'épreuve se déroule le 2 avril à Lorient et est donc finalement remportée par Jean Robic, devant son coéquipier de l'UC Auray, André Bernard,. Néanmoins, sa corpulence plutôt chétive laisse sceptiques certains observateurs quant à la consistance de son avenir dans le cyclisme. Ainsi Le Nouvelliste du Morbihan titre, sous la plume de Pierre Audiau, « Victoire éphémère de Jean Robic ». Il décide alors de donner un autre tour à sa carrière naissante en « montant à Paris ». Il s'y installe à partir de février 1940 où il est hébergé par une tante habitant le 13e arrondissement. Il signe une licence au Club Vélocipédique des Moulineaux,. Il est alors embauché par un marchand de cycles de Boulogne-Billancourt, surnommé « Bibi Sausin » (un ancien coureur sur route reconverti dans le demi-fond) dont les vélos équipent le club cycliste de Saint-Cloud, le Club Sportif Clodoaldien.
En juin, à la suite de la « débâcle », Jean Robic est de retour à Radenac (où il reprend une activité de charron). Il est néanmoins rapidement de retour à Paris, où il reprend son emploi chez Sausin. Il devient également membre du club cycliste de Saint-Cloud (sponsorisé par son employeur). En 1941, il obtient un premier résultat d'envergure en cyclo-cross, en obtenant la quatrième place au critérium international de cyclo-cross,. Il obtient cette même année la troisième place de Paris-Rouen ainsi que la huitième place de Paris-Alençon,. En 1942, il intègre un club plus prestigieux, le Club Sportif International ; il obtient la troisième place (après avoir été huitième en 1941) de Paris-Alençon.
En 1943, Jean Robic a 22 ans et vit sous la menace du service du travail obligatoire. Par précaution, il change régulièrement le lieu où il dort,. Son emploi est alors de creuser des tranchées autour d'un terrain d'aviation à Cormeilles-en-Vexin. Ce travail est à 60 kilomètres de Paris et il effectue chaque jour l'aller-retour à bicyclette. D'un point de vue sportif, son bon résultat sur Paris-Alençon lui permet d'être remarqué puis recruté par Maurice Evrard, alors patron de l'équipe Génial Lucifer. Il intègre donc Génial Lucifer et obtient dès 1943 des premiers résultats comme une troisième place à Paris-Nantes. Il obtient également une cinquième place au Circuit du plateau (à Angoulême), une sixième place à la Flèche française (contre-la-montre par équipes), une septième place au Critérium des As et une 10e place à la Polymultipliée. C'est seulement lors de la saison 1944 que Jean Robic acquiert le statut professionnel.

## Carrière cycliste professionnelle

### Premières saisons

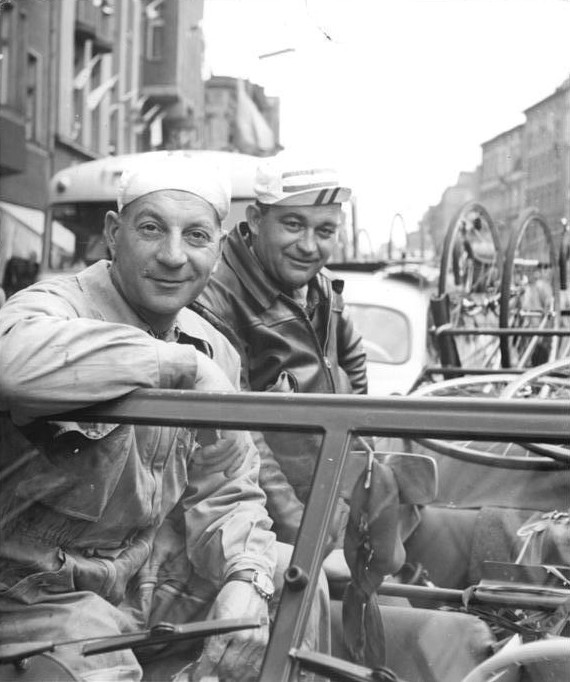
Robert Oubron (au premier plan), sur une étape du Tour de France en 1960. Il fut cinq fois champion de France de cyclo-cross, entre 1941 et 1946. Le titre de 1945, qui lui échappa, fut remporté par Jean Robic.

Le 10 avril 1944, Robic se blesse gravement en courant Paris-Roubaix ; en effet, il chute sur les rails du tramway à la gare d'Amiens et se fracture le crâne. Sa saison compte toutefois quelques résultats, comme sa victoire à l'Omnium des routiers à Vaugirard, une troisième place au Rallye des champions (le tour de Paris en contre-la-montre) et une cinquième au Grand Prix du pneumatique ; en cyclo-cross, il décroche la seconde place de Versailles-Paris.
Lors de la saison 1945, l'équipe Génial Lucifer, comprend quelques coureurs de renom : Louis Caput, Maurice Quentin ou encore Robert Chapatte,. Comme les saisons précédentes, l'avant-saison sur route est, pour Jean Robic, largement occupée par le cyclo-cross. Au niveau national, la discipline est dominée par Robert Oubron. Le 18 mars 1945, lors du championnat de France de cyclo-cross, Oubron se trouve échappé dès le premier tour en compagnie de Robic, de Kléber Piot et de Roger Rondeaux. Bien que lâché par Oubron, puis victime d'une chute au dernier tour, Robic parvient à revenir pour remporter la course et devenir champion de France de cyclo-cross. Il boucle le parcours en 1 h 0 min 11 s, Piot finissant à 19 secondes et Rondeaux à 44 secondes. Cette même année, Jean Robic remporte le cyclo-cross de Montreuil et finit second du Championnat de Paris. Sur la route, associé à son coéquipier Lucien Le Guével de chez Génial Lucifer, il remporte l'Omnium de la route. En septembre 1945, il retourne en Bretagne : d'une part, pour retrouver sa famille à Radenac ; d'autre part, pour participer à plusieurs courses cyclistes organisées dans la région. Il gagne plusieurs courses dont le Grand Prix de Jugon, le 18 septembre 1945. Le lendemain, le 19 septembre 1945, le père de Jean Robic, occupé à abattre des arbres, est grièvement blessé par la chute de l'un d'entre eux. Il meurt peu de temps après, avant même son admission à l'hôpital de Ploërmel. Alors qu'il envisageait de s'installer à Radenac, Jean Robic décide alors d'installer sa mère, là où il loge, à Clamart.
Lors de la saison 1946, Robic remporte plusieurs épreuves de cyclo-cross : le cyclo-cross des Nations, le cyclo-cross de Montreuil (pour la seconde fois) et la première épreuve du Championnat de Paris ; surtout il participe à sa première grande course à étapes, la Ronde de France, mais est contraint à l'abandon lors de la cinquième et dernière étape, à cause de maux de tête chroniques, consécutifs à sa chute sur Paris-Roubaix 1944. En juillet, il participe à Monaco-Paris, épreuve surnommée « Le petit tour de France » en raison de certaines similarités dans l'organisation comme le fonctionnement en équipes nationales et régionales. Jean Robic n'est pas membre de l'équipe de France (dans laquelle on peut trouver René Vietto ou encore Apo Lazaridès) ; en effet, Robic fait partie de l'équipe régionale de l'Ouest avec notamment Sylvère Jezo, Amand Audaire ou encore Albert Goutal. Durant cette épreuve, Jean Robic remporte la troisième étape, entre Briançon et Aix-les-Bains en reprenant dix-sept minutes à Vietto, leader au classement général (il le reste à l'issue de cette troisième étape) ; cela permet à Robic de prendre la seconde place au général. Selon Jean Robic lui-même, Vietto « était manifestement à bout » ; il interprète alors l'échappée de Leoni et de Lazaridès comme une « combinazione » entre les équipes de France et d'Italie. Le fait est que Robic n'a « trouvé personne, absolument personne, pour l'aider dans la poursuite » et qu'il en gardera une profonde amertume. Néanmoins, outre, sa victoire d'étape et sa troisième place finale au général, Robic obtient la cinquième place de la seconde étape de Monaco-Paris et quatrième de la quatrième étape. Ces bonnes performances en 1946, sont complétées par une cinquième place à la Ronde des champions, une sixième place à Manche-Océan et une 10e place au Circuit de l'Ouest.

### Saison 1947, la victoire dans le Tour

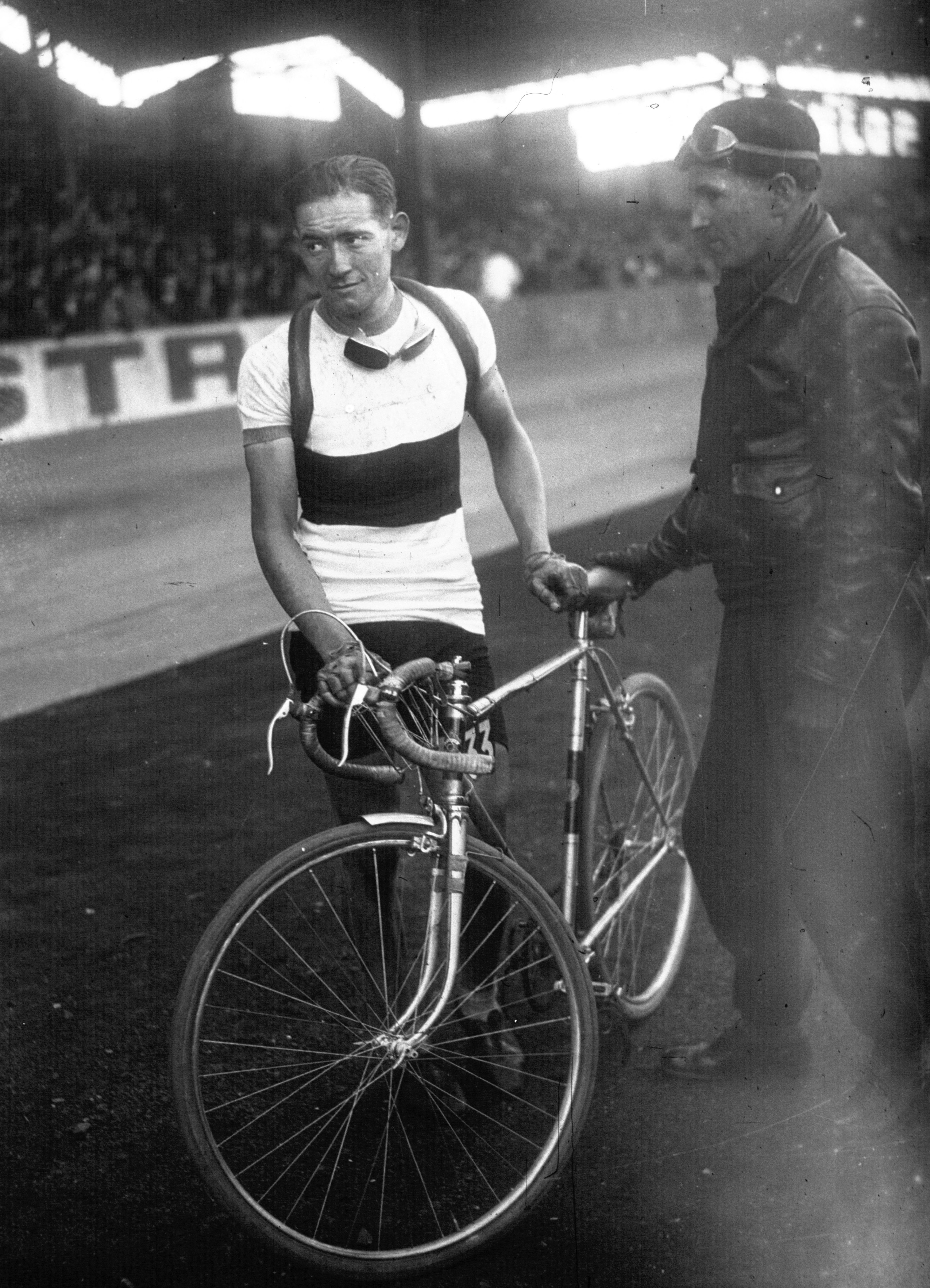
René Vietto, ici au GP Wolber 1934. Il fut maillot jaune durant quinze des vingt-et-une étapes du Tour de France 1947, finalement gagné par Jean Robic.

La saison 1947 de Jean Robic débute par le cyclo-cross : outre celui de Montreuil qu'il gagne pour la troisième fois consécutive, il remporte le critérium international de cyclo-cross, devant Rondeaux deuxième (qui lui, s'adjuge le titre de champion de France en février), ainsi que le cyclo-cross de la Butte-Montmartre qui emprunte les escaliers de la basilique du Sacré-Cœur. Il remporte également la Revanche de L'International et le Cyclo-cross de Montreuil. Son début de saison sur la route est moins flamboyant : comme il le reconnaîtra par la suite dans un entretien paru dans Miroir des Sports, « ce Tour, je l'avais préparé à ma façon [...] j'appuyais pendant cent kilomètres, puis j'abandonnais. Je me la fignolais la forme, en accumulant des réserves ». Il reconnaîtra également que cette manière de se préparer lui a coûté une place en équipe de France pour le Tour 1947 : Léo Véron, directeur technique de l'équipe de France lui aurait asséné : « Vous ne marchez pas Robic, je ne peux vraiment pas vous sélectionner ». Jean Robic est alors retenu dans l'équipe de l'Ouest. En juin, il obtient toutefois quelques résultats sur la première édition du Critérium du Dauphiné libéré : il remporte une étape et prend la cinquième place du général,. Toujours au mois de juin et quelques jours avant le départ du Tour de France, il se marie le 21 juin à la mairie du 14e arrondissement avec Raymonde Cornic (fille des patrons du bar « Au Rendez-vous des bretons » situé près de la gare Montparnasse).

Jean-Marie Goasmat, coéquipier de Robic sur le Tour 1947 ; il termine à la neuvième place au classement général.

Le 25 juin, c'est le départ du premier Tour de France de l'après-guerre ; il regroupe cent coureurs répartis dans cinq équipes nationales (France, Belgique, Italie, Pays-Bas et Suisse/Luxembourg) et cinq équipes régionales dont celle de l'Ouest à laquelle appartient Robic. C'est Pierre Cloarec (qui a mis un terme à sa carrière de coureur, la saison précédente) qui dirige l'équipe de l'Ouest composée, outre de Robic, de Bocquet, Cogan, Goasmat, Guégan, Le Strat, Mahé, Pontet, Rousseau et de Tassin. L'épreuve commence plutôt mal pour Robic, car dès l'issue de la seconde étape, il est quinzième au classement général, à plus de onze minutes du maillot jaune René Vietto.
La troisième étape Bruxelles - Luxembourg voit Pierre Cogan se classer second et accéder à la quatrième place du général. Il semble prendre ainsi un certain ascendant (au sein de l'équipe de l'Ouest) sur Robic qui lui est remonté à la septième place au général mais à presque vingt minutes de Vietto, toujours leader du général. Le lendemain, lors de l'étape Luxembourg - Strasbourg, Robic s'échappe en compagnie de Ferdi Kübler et de Maurice Diot, au cours de l'ascension du col de Saverne. À l'arrivée à Strasbourg, Kübler chute sur les rails du tramway, laissant Robic remporter facilement la quatrième étape avec 61 secondes d'avance sur le coureur suisse. Ce succès permet également à Robic de gagner une place au général et de se retrouver sixième. La sixième étape, gagnée par Lucien Teisseire, permet à Édouard Fachleitner, à Albert Bourlon ou encore à Bernard Gauthier de faire une partie de leur retard au général. L'étape suivante entre Lyon et Grenoble, est la première des Alpes. D'abord distancé, Robic parvient à rattraper Ronconi, Lazaridès et Fachleitner pour finalement les lâcher : il passe seul le col du Cucheron puis le col de Porte et remporte sa deuxième étape. Il se retrouve alors quatrième au général. L'étape suivante, qui conduit le peloton à Briançon est celle d'une relative défaillance pour Robic. Il parvient toutefois à limiter les dégâts : il finit douzième de l'étape et ne perd qu'une seule place au général. La journée de repos passée, l'étape suivante qui arrive à Digne-les-Bains et qui est remportée par Vietto, n'est guère plus favorable à Robic. Victime de deux crevaisons, Robic finit quatrième à plus de six minutes de Vietto ; au classement général, il est cinquième à 18 minutes et 10 secondes de Vietto, à nouveau maillot jaune. Ses chances de victoire finale s'amenuisent encore le lendemain : à l'issue de cette dixième étape qui arrive à Nice, il se retrouve alors à 23 minutes de Vietto, au classement général. Les étapes intermédiaires entre les Alpes et les Pyrénées ne modifient pas les écarts au classement général. Au soir, de la 14e étape, la veille de Luchon - Pau, une altercation oppose Robic et Tassin, au cours du dîner de l'équipe de l'Ouest : Tassin reproche à Robic d'être fanfaron et prétentieux tandis que Robic est lassé des quolibets émis par ses coéquipiers en particulier par Tassin. La dispute fait évidemment le tour du peloton. Le lendemain, avant le départ, Georges Speicher lui demande quels sont ses plans pour la journée : Robic répond à la cantonade « Je pars dès le début et j'arrive seul ! ». Ce qui pouvait être pris pour une prévision particulièrement prétentieuse, est pourtant confirmée par le début de la quinzième étape : Robic attaque dès la sortie de Luchon. Il franchit seul le col de Peyresourde, puis l'Aspin, le Tourmalet et l'Aubisque et gagne à Pau, sa troisième étape. Il reprend ainsi plus de quinze minutes à Vietto et se retrouve avec un retard d'un peu plus de huit minutes au général. Le lendemain, à Bordeaux, Robic gagne le sprint du peloton, ce qui fait dire à Francis Pélissier :

« Rouleur, grimpeur, sprinter, il est tout, ce petit bonhomme. Il est mal parti dans ce tour, dommage. Malgré cela, il peut encore gagner. Que Vietto fasse attention. Tout est possible, tout peut arriver. »

— Francis Pélissier
Le Tour arrive alors sur « les terres » de l'équipe de l'Ouest ; c'est d'ailleurs à Vannes, à l'issue de la 18e étape qu'a lieu la dernière journée de repos. Jean Robic y retrouve son épouse Raymonde ainsi qu'une de ses grands-mères habitant Le Roc-Saint-André. Le lendemain se déroule un contre-la-montre individuel entre Vannes et Saint-Brieuc ; c'est sur cette étape que Vietto perd définitivement le Tour 1947. En effet, il est quinzième de l'étape à près de quinze minutes du vainqueur Raymond Impanis. L'écart paraît rédhibitoire à deux jours de l'arrivée à Paris. L'Italien Pierre Brambilla s'empare donc du maillot jaune ; Robic est troisième au général, à 2 minutes et 58 secondes. Durant l'avant-dernière étape Saint-Brieuc - Caen, Robic tente plusieurs fois d'attaquer le maillot jaune. Mais à chaque fois Brambilla le reprend. Lors de la dernière étape, un petit groupe de coureurs (dont le vainqueur de l'étape Albéric Schotte) s'échappe au kilomètre 85. Environ trente minutes après cette échappée, le peloton parvient à la côte de Bonsecours ; Robic décide alors de démarrer dans la côte. Brambilla en embuscade parvient petit à petit à revenir. Aussitôt Robic refait l'effort rejoint par Fachleitner, Ronconi et Impanis. C'est alors que Fachleitner, cinquième au général, démarre. Le maillot jaune Brambilla décide alors de tenter de le reprendre sans succès. Revenu au niveau de Robic, Brambilla est alors « déposé » par Robic qui rejoint Fachleitner. À 110 kilomètres de l'arrivée, Fachleitner négocie sa participation à l'échappée avec Robic. Il aurait obtenu la promesse de recevoir 100 000 francs de la part de Robic,,,. Jean Robic remporte ainsi le Tour de France ; au classement général, il devance Fachleitner (à 3 min 58 s), Brambilla (à 10 min 7 s), Ronconi (à 11 min) et Vietto (à 15 min 25 s). Il semble avéré qu'après le Tour, Robic signa un chèque de 100 000 francs à Léo Véron (le patron de l'équipe de France à laquelle appartenait Fachleitner) et que la somme fut répartie entre les membres de l'équipe.

### Saison 1948

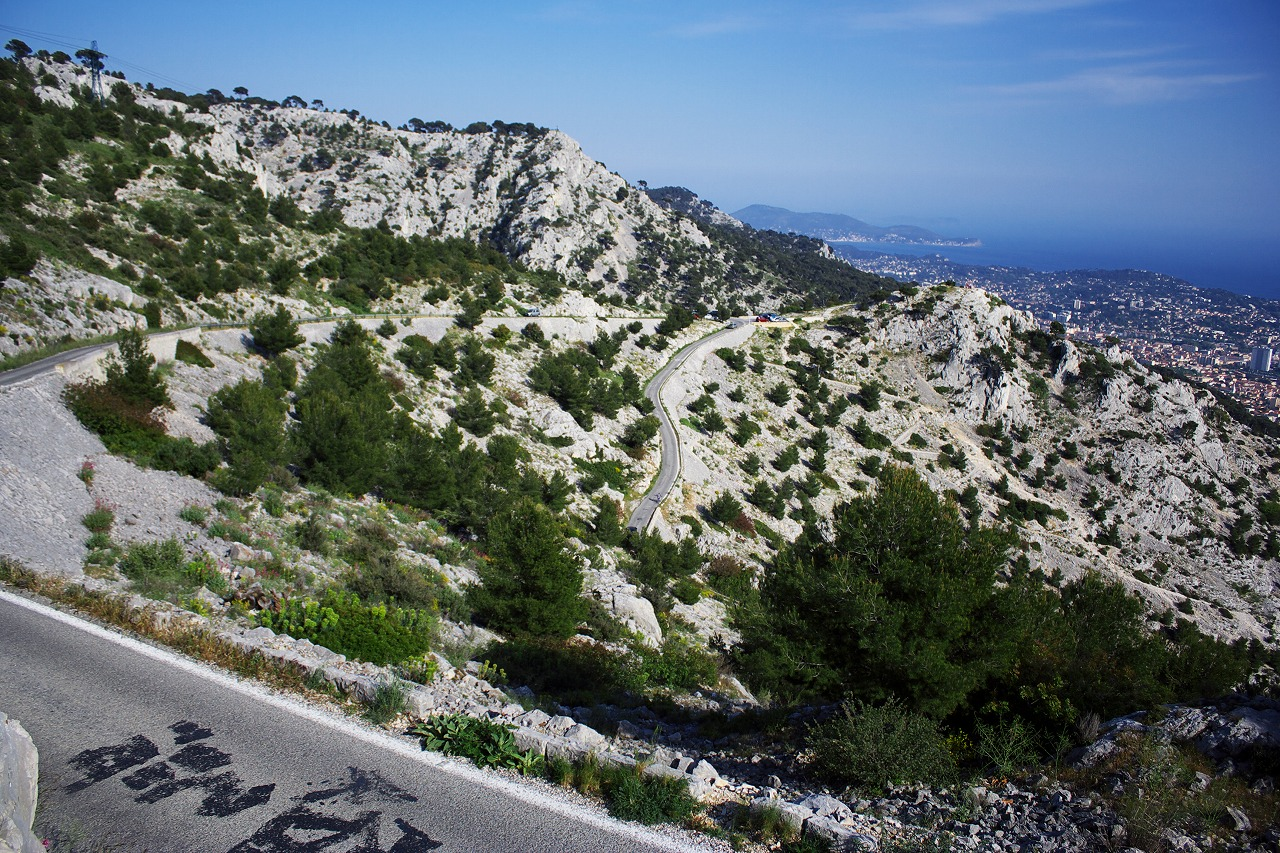
Vue du mont Faron, où se déroule la course de côte remportée par Robic en 1948 et en 1949.

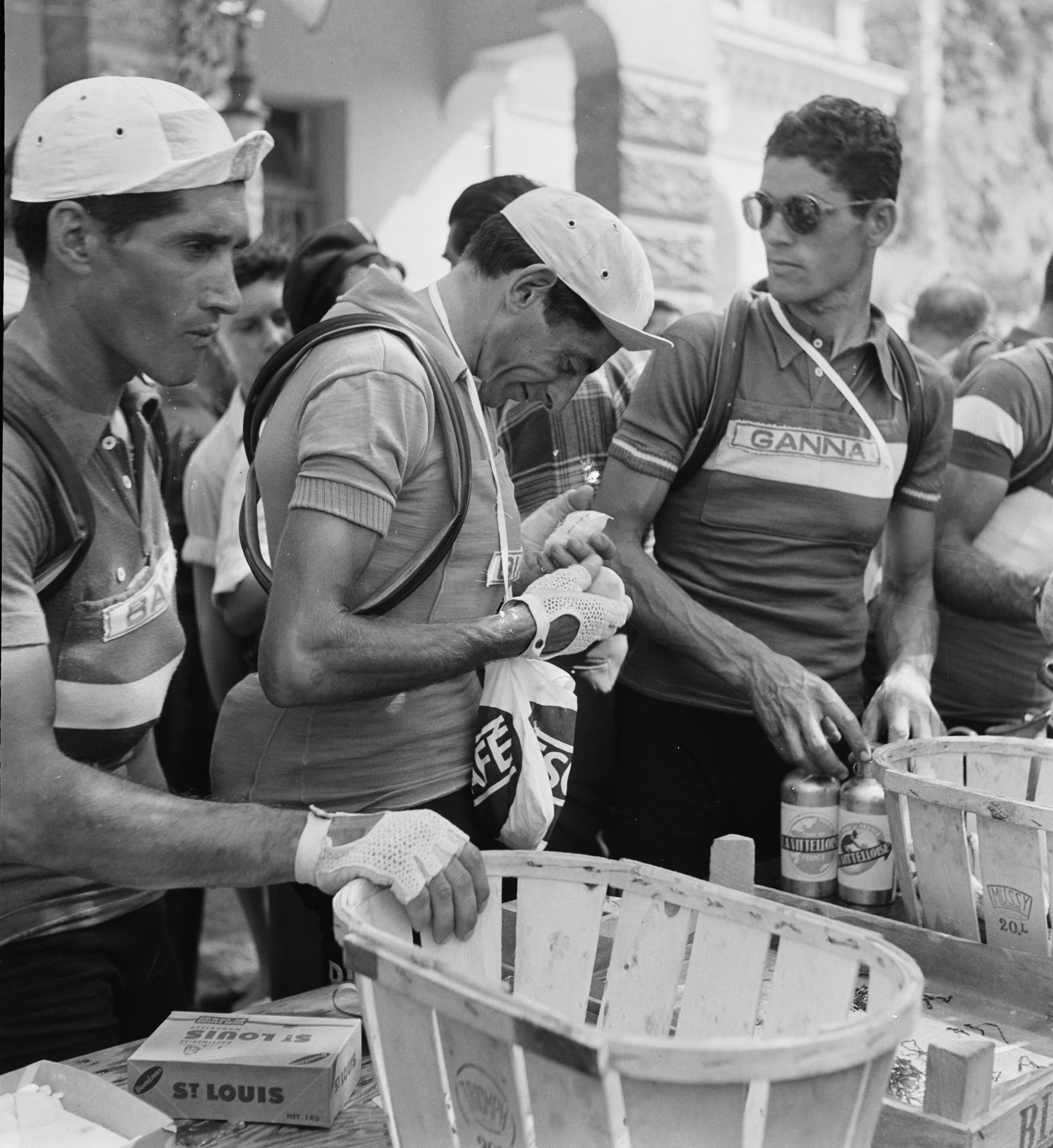
Fausto Coppi, vainqueur du Tour de France 1949, où Robic se classe quatrième.

La saison de Jean Robic débute par une victoire au cyclo-cross de la Butte-Montmartre. Robic enchaîne ensuite par une participation au Grand Prix de l'Écho d'Alger. Alors qu'il est dans le groupe de tête, une crevaison l'empêche de disputer la victoire finale qui échoit finalement à Roger Queugnet. Durant la saison de cyclo-cross, Robic remporte celui de la Butte Montmartre, qu'il avait déjà remporté la saison précédente, alors que son rival Roger Rondeaux (qui devient par ailleurs le parrain de son fils Jean-Lou qui vient de naître) s'adjuge L'International, ainsi que le championnat de France. Sa course Paris-Roubaix tourne court à cause d'une chute ; son premier résultat sur route de la saison est donc sa victoire à la course de côte du mont Faron. La performance de Robic y est d'ailleurs reportée ainsi par Albert Baker d'Isy : « une course excellente et facile ». Le 23 mai 1948, il obtient la septième place de Paris-Valenciennes dont l'arrivée est jugée au stade Nungesser. Il participe ensuite à Paris-Limoges, puis à la seconde édition du Critérium du Dauphiné libéré. Outre la troisième place au général, il remporte la première place au classement des grimpeurs. En juin, il participe ensuite au Tour de Suisse, durant lequel il court ponctuellement pour une autre équipe : l'équipe Cilo dirigée par Georges Cuvelier. Il y gagne deux étapes : la 1reb et la 4e étape (à la suite du déclassement de Ferdi Kübler). C'est durant cette quatrième étape que Richard Depoorter trouve la mort accidentellement. Robic est finalement quatrième au général et second au classement de la montagne. Peu de temps après, le 30 juin 1948, est donné le départ du Tour de France 1948. Cette fois-ci, Robic n'est plus membre de l'équipe de l'Ouest mais bien de l'équipe de France elle-même, dirigée par Maurice Archambaud. La concurrence est rude au sein de cette équipe et aucun leader naturel ne parvient à se dégager parmi Bobet, Teisseire, Vietto et Robic. Le classement général final revient à Gino Bartali (à noter l'absence de Fausto Coppi dans l'équipe d'Italie) ; Robic de son côté, finit à la 16e place du général et obtient la troisième place du Grand Prix de la montagne.

### Saison 1949
Comme la saison précédente, Jean Robic commence l'année 1949 par sa participation à des cyclo-cross. Il obtient une quatrième place au championnat de France remporté par Rondeaux. À L'International organisé au plateau de Gravelle, Rondeaux remporte l'épreuve, son échappée étant protégée par Oubron, Ramoulux. Robic termine à la seconde place et participe ainsi à l'obtention du challenge par équipes (équipe de France). La saison de cyclo-cross terminée, Robic remporte la course de côte de Saint-Sébastien, le 20 mars. Il enchaîne comme l'année passée par une victoire à la course de côte du mont Faron,. Il participe ensuite au Tour du Maroc sur lequel il est contraint à l'abandon. Il obtient ensuite la seconde place de la coupe Marcel-Vergeat (Grand Prix de l'industrie du cycle disputé à Saint-Étienne) puis du Grand Prix du pneumatique, se classant derrière Camille Danguillaume. Il participe ensuite (sous les couleurs de Riva Sport) au Critérium du Dauphiné libéré, dont l'enjeu pour lui, est d'obtenir une place en équipe de France sur le Tour de France : il se classe finalement second au général, second au classement du meilleur grimpeur (derrière José Serra Gil) et remporte avec Riva Sport, le challenge par équipes.

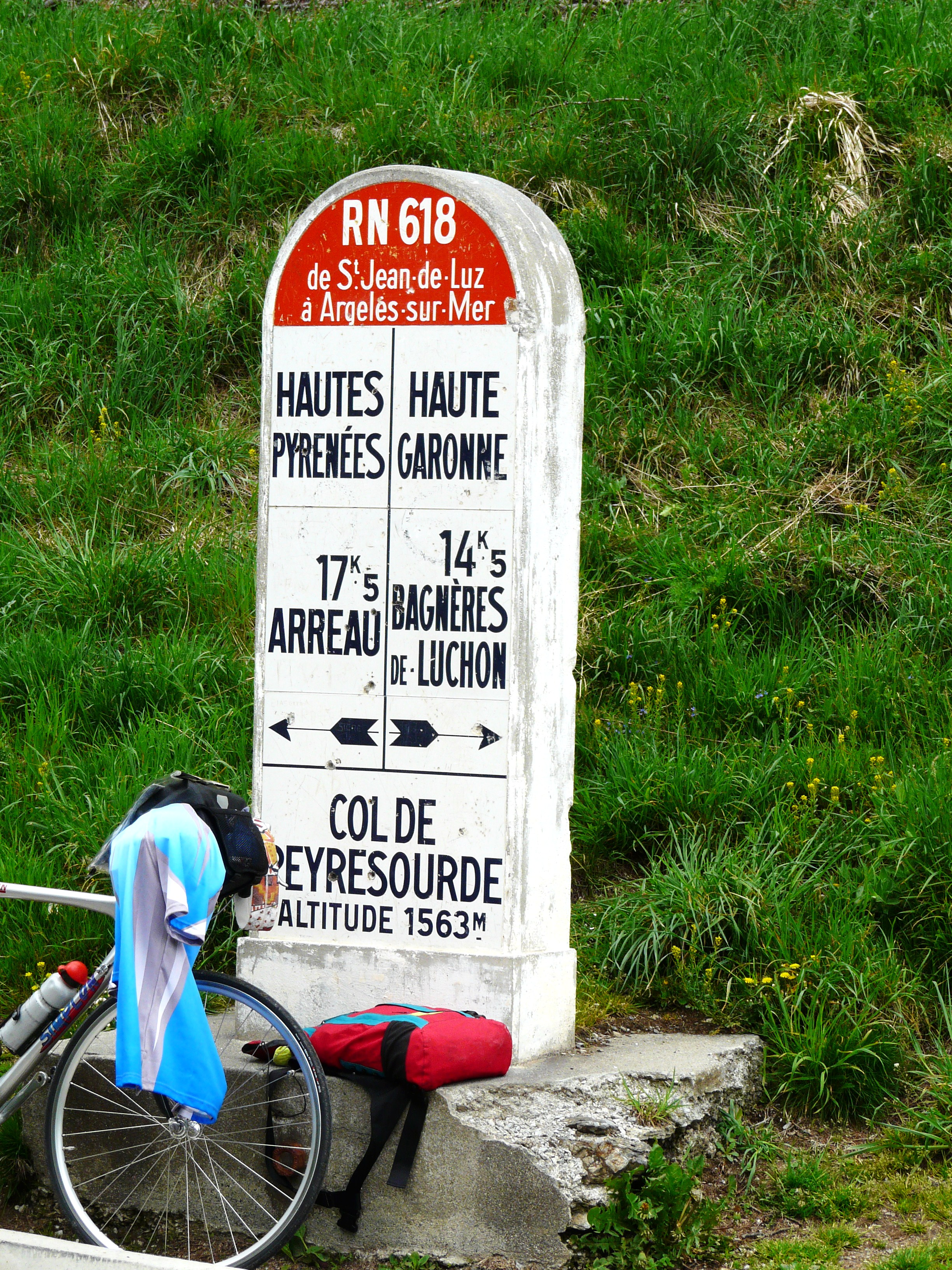
Le col de Peyresourde fut franchi en tête par Robic sur le Tour de France en 1947, 1948, 1949 et 1953.

Malgré ses bons résultats sur le Dauphiné, il n'obtient pas de place en équipe nationale, « pour des raisons d'affinité, ou plutôt d'absence d'affinité », selon le journaliste Pierre Chany. Il court donc le Tour 1949, sous les couleurs d'une équipe régionale, « Ouest - Nord ». Il y retrouve Éloi Tassin ou encore Jean-Marie Goasmat, ses équipiers de l'équipe de l'Ouest lors du Tour 1947. Il entame ce Tour de France 1949 par une sixième place lors de la première étape entre Paris et Reims. Ce début de Tour voit le public soutenir intensément Robic :

« Place du Palais-Royal ce fut déjà du délire, mais à Reims, quand Robic déboucha du tunnel, une ovation monstre monta vers lui. »

— Paris-Soir, juillet 1949.
D'un point de vue sportif, la suite de la compétition est plus délicate pour Robic : à Saint-Malo (au soir de la cinquième étape), il pointe déjà à la quinzième place du général à vingt-six minutes du maillot jaune Marinelli. Le contre-la-montre de la septième étape, entre Les Sables-d'Olonne et La Rochelle, remporté par Fausto Coppi accroit encore le retard de Robic. Il se doit donc de tenter quelque chose dans la montagne et attaque donc lors de la onzième étape entre Pau et Luchon. Il franchit en tête le passage du col de Peyresourde (comme en 1947 et en 1948) juste devant Lucien Lazaridès, Fausto Coppi arrive ensuite avec un peu plus d'une minute de retard. Les écarts sont les mêmes à Luchon : Lucien Lazaridès est battu au sprint et Coppi finit à environ une minute. Si Robic revient assez peu sur Coppi, il fait toutefois un bond au classement général. En effet, il passe dixième à 14 minutes et 54 secondes du maillot jaune Fiorenzo Magni. Le passage des Alpes est le théâtre d'une incontestable domination italienne, conduite par Coppi et Bartali, ce dernier s'adjugeant la seizième étape et Coppi la suivante, celle qui arrivait à Aoste en Italie. Au cours de cette étape, Robic est quelque peu pris en grippe par le public italien, sans doute à cause de déclarations intempestives sur ses rivaux italiens dont la plus célèbre est : « Moi tout seul, je corrigerai Coppi et Bartali »,. Néanmoins, à Aoste, Coppi apprenant que le passage de Robic fut ponctué de sifflets, marque sa désapprobation, au cours d'un entretien avec la presse. À Aoste, Robic est cinquième au général à environ vingt minutes de Coppi qui vient de prendre le maillot jaune. À l'arrivée à Paris, Robic a gagné une place et finit ainsi quatrième du général ; son équipe Ouest - Nord termine seconde au classement par équipes, devant l'équipe de France, quatrième ; comme en 1948, il termine troisième du classement de la montagne.

### Saison 1950, champion du monde de cyclo-cross
Robic participe d'abord au cyclo-cross du Buc (organisé près de Versailles) : victime d'une chute, il n'y fait pas (comme en 1947) de résultat. Fin janvier, il remporte pour la quatrième fois le cyclo-cross de Montreuil. À cause d'une crevaison, il ne brille pas à la dernière épreuve qualificative pour le championnat de France, le cyclo-cross de Puteaux. Il se retrouve donc privé de championnat national : il concentre donc sa préparation sur la nouvelle épreuve internationale, le championnat du monde de cyclo-cross qui remplace officiellement le critérium international de cyclo-cross. La première édition de cette nouvelle épreuve, se déroule au plateau de Gravelle, comme la dernière édition de L'International en 1949. Si Jodet domine le début de la course, il est rapidement repris et distancé par Robic et Rondeaux. Au sprint Robic l'emporte sur Rondeaux ; Jodet et Meunier finissent respectivement troisième et quatrième complétant la domination française sur ce premier championnat du monde de la spécialité. Jean Robic remporte également la Revanche du Championnat du monde. Les débuts de sa saison sur route vont être par contre plus compliqués : il abandonne sur la course de côte du mont Faron (pourtant remportée en 1948 et 1949) puis sur Paris-Roubaix. Pour la première fois de sa carrière, il a alors la possibilité d'aller courir en Italie où il s'aligne d'abord sur Rome-Naples-Rome (qui n'avait plus été courue depuis 1934) puis sur le Tour d'Italie 1950. Sur Rome-Naples-Rome, il remporte deux étapes et le classement général final devant Coppi et Bobet. Avant le départ, du Giro, il participe au Tour de Romandie sur lequel il se classe septième au général et quatrième du Grand Prix de la montagne (remporté par Robert Bonnaventure). Pour ce Giro, Robic dépend de l'équipe « Viscontea-Ursus » composée essentiellement d'Italiens et dont le leader est Gaetano Belloni. Il apprend peu avant le départ, qu'il ne fera pas partie (une nouvelle fois) de l'équipe de France sur le Tour de France 1950. Blessé à la suite d'une chute, dans la douzième étape Ferrare - Rimini, il abandonne lors de l'étape suivante. Il s'aligne alors sur le Critérium du Dauphiné Libéré ; il y remporte la quatrième étape Gap - Aix-les-Bains mais abandonne lors de la dernière étape alors qu'il est encore troisième au général.

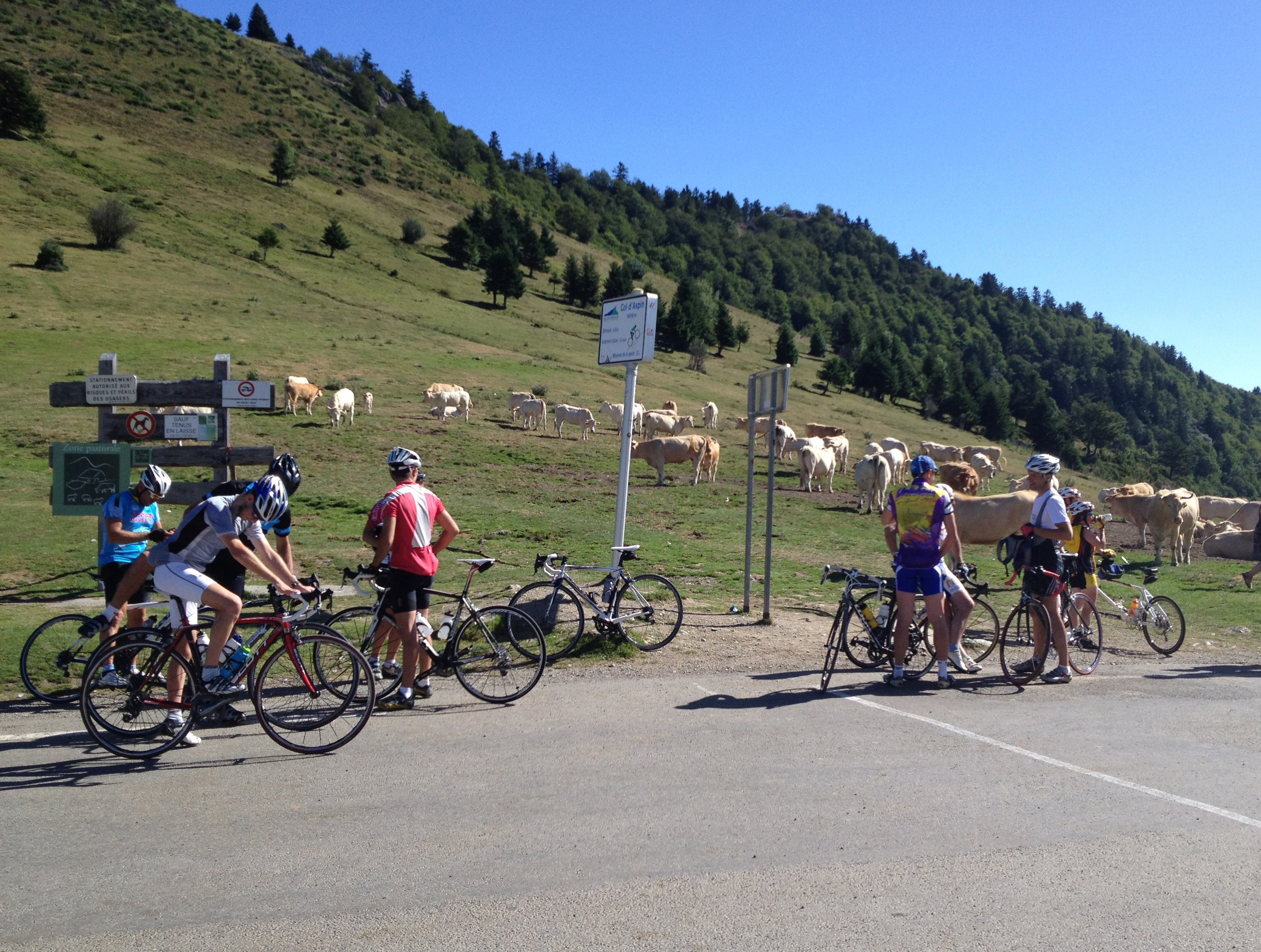
Cyclistes au col d'Aspin. C'est dans l'ascension de ce col, que Bartali chuta avec Robic au cours de la onzième étape du Tour 1950. Il aurait été pris à partie à la suite de cette chute par une partie du public, soutenant Robic, provoquant ainsi l'abandon de l'équipe italienne ainsi que celle des cadets italiens.

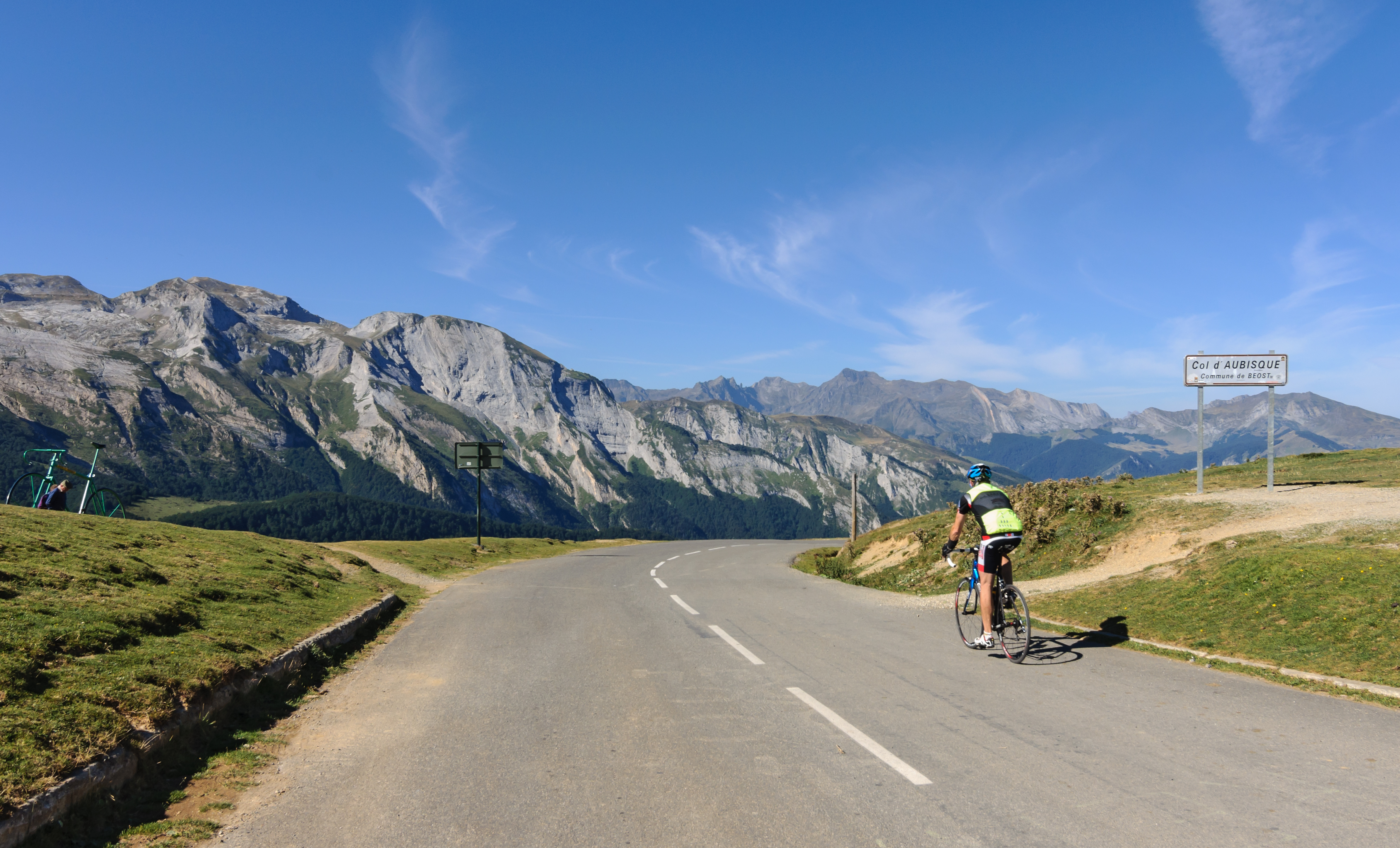
L'Aubisque, que Robic passe seul en tête lors du Tour 1950.

Le début du Tour voit une réelle domination de l'équipe italienne : cinq victoires italiennes dans les dix premières étapes. Dans l'étape suivante entre Pau et Saint-Gaudens, Robic décide d'attaquer dans l'ascension du col d'Aubisque qu'il passe seul en tête, devançant Ferdi Kübler, futur vainqueur de l'épreuve, de deux minutes. Il chute dans la descente, puis crève et se fait dépasser par plusieurs coureurs. Il fait alors l'effort pour rejoindre le trio Bartali, Bobet et Ockers, les rejoignant dans l'ascension du Tourmalet, qu'il franchit en seconde position derrière Kléber Piot. Mais dans la descente, il accumule à nouveau du retard à cause d'un problème mécanique puis d'une crevaison ; là encore, il parvient à refaire son retard dans la montée du col d'Aspin. La proximité entre Bobet, Bartali et Robic ainsi qu'avec une moto de la caravane provoque la chute de Robic et de Bartali. Bartali repart assez rapidement, Robic également mais avec sa roue arrière endommagée, le dérailleur cassé et un frein inopérant. Il limite toutefois « la casse » en finissant à quatre minutes et dix-neuf secondes de Bartali (vainqueur de l'étape) ; il est alors treizième au général à onze minutes du maillot jaune. C'est alors que Bartali annonce qu'il a été brutalement pris à partie dans la montée du col d'Aspin car on lui attribuait la responsabilité de la chute de Robic : l'équipe italienne ainsi que celle des cadets italiens décident de quitter le Tour, alors même que Fiorenzo Magni est maillot jaune. La course continue malgré tout et dans les Alpes, Robic obtient une quatrième place lors de la 16e étape entre Menton et Nice,, durant laquelle il passe en tête plusieurs cols dont celui de Turini. Il est alors quatrième au général à 11 min 48 s de Kübler. Par la suite il est victime d'incidents mécaniques entre Gap et Briançon puis d'une entérite qui se déclare lors de l'étape entre Briançon et Saint-Étienne. Robic semble tout près d'abandonner ; Jacques Goddet réussit toutefois à le convaincre de poursuivre jusqu'au Parc des Princes où son public l'attend. Robic parvient à s'accrocher jusqu'à Paris : il finit douzième au général et troisième au classement des grimpeurs.

### Saison 1951

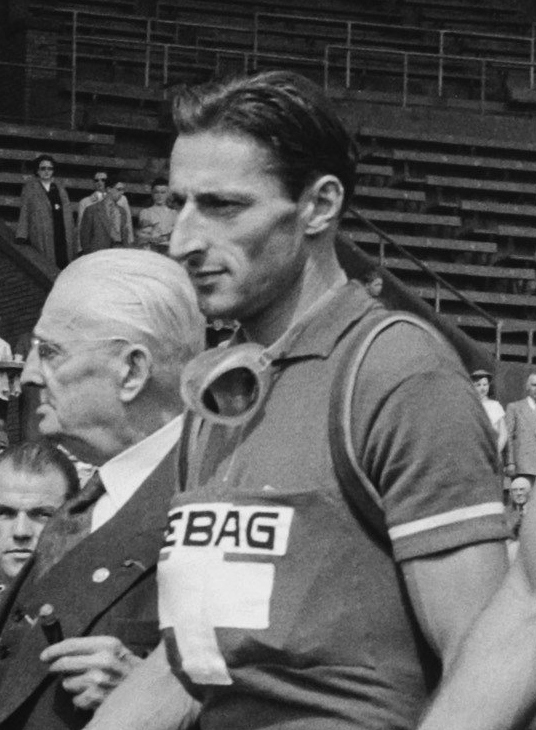
Ferdi Kübler (ici sur le Tour 1954), vainqueur de la Flèche wallonne et de Liège-Bastogne-Liège en 1954 et donc du Week-end ardennais (devant Jean Robic, second).

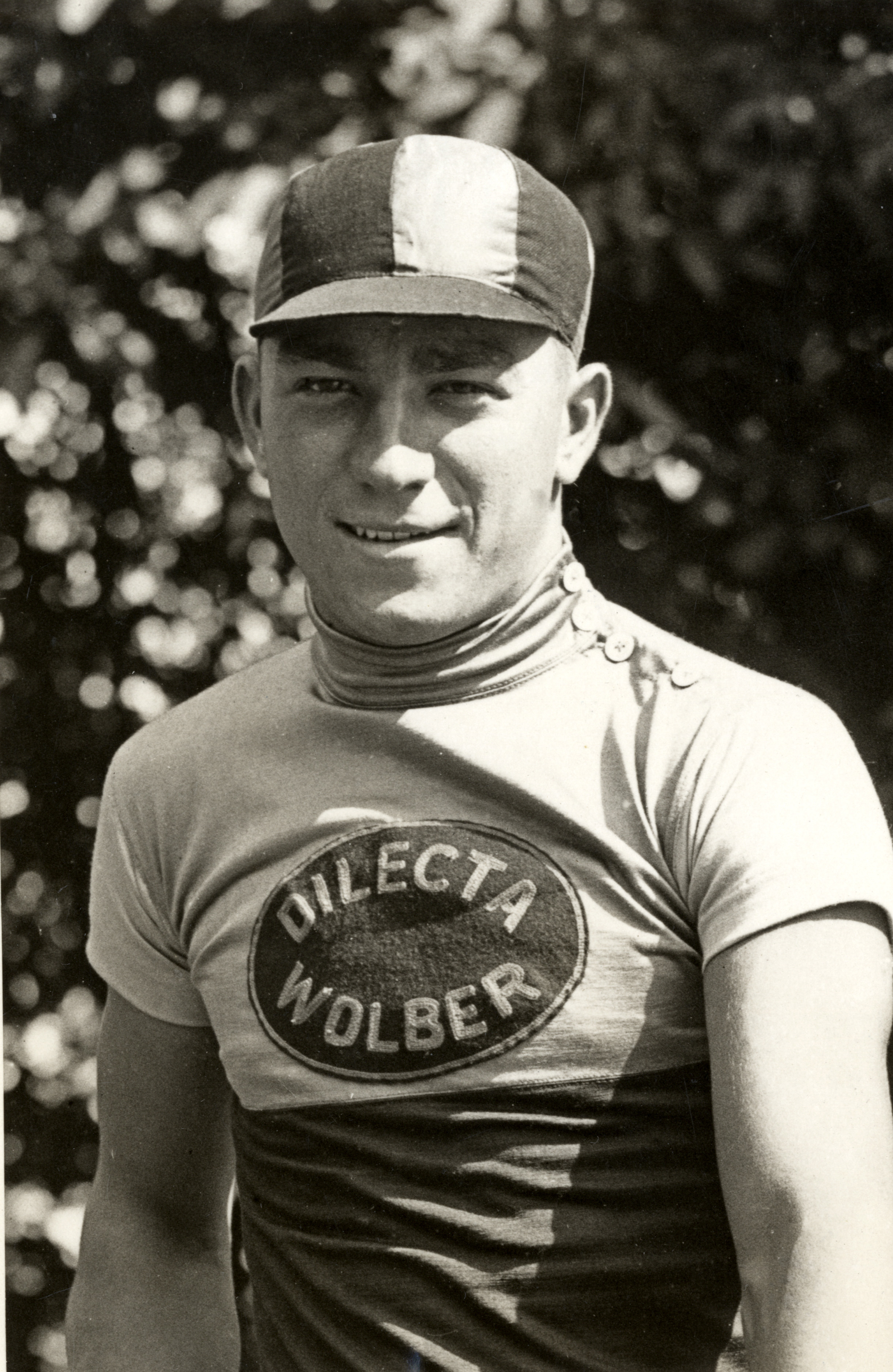
Jean Maréchal (ici coureur sur le Tour 1931) est le directeur technique de l'équipe de Paris (à laquelle appartient Robic) sur le Tour 1951.

Contrairement aux saisons précédentes, Robic délaisse le cyclo-cross pour commencer sa saison sur la piste en participant aux Six jours de Paris. Ses premières sorties sur route ne sont guère concluantes : il abandonne sur Paris-Côte d'Azur et il chute sur le Critérium national. Après avoir participé à Milan-San Remo puis à Rome-Naples-Rome (sur laquelle il se classe 13e), il obtient la troisième place de la Flèche wallonne (derrière Kübler et Bartali), puis le lendemain, la cinquième place à Liège-Bastogne-Liège. Les résultats cumulés de ces deux classiques ardennaises lui permettent de prendre la seconde place du Week-end ardennais, derrière Kübler. Il remporte sa première victoire de la saison lors de la troisième étape Orange - Avignon du Tour du Sud-Est, il se classe second au général derrière Robert Bonnaventure. Il obtient par la suite une septième place sur Bordeaux-Paris et une neuvième place au Prix du pneumatique. Sur le Critérium du Dauphiné libéré, il abandonne au cours de la troisième étape. Concernant le Tour de France, il n'est pas retenu (comme l'année précédente) en équipe de France et c'est avec l'équipe de Paris, sous la direction technique de Jean Maréchal, qu'il s'apprête à courir l'édition 1951. Sur ce Tour et pour la première fois, Robic voit s'éloigner rapidement toute chance de remporter l'épreuve : à l'issue de la septième étape en contre-la-montre entre La Guerche-de-Bretagne et Angers, il possède une vingtaine de minutes de retard au général et est classé 71e. À Luchon (quatorzième étape), il est 39e du général à quarante minutes d'Hugo Koblet. Lors de la vingt-et-unième étape entre Briançon et Aix-les-Bains, il se classe second derrière Bernardo Ruiz. C'est son seul coup d'éclat de ce Tour, qu'il termine 27e au classement général.

### Saison 1952
Pour la saison 1952, Robic quitte l'équipe « Automoto » qui était son équipe principale en 1951 pour rejoindre l'équipe « Colomb »,. Il gagne deux étapes sur Rome-Naples-Rome et obtient la troisième place du classement général. Dans la foulée, il remporte le Tour de Haute-Savoie puis trois jours plus tard, la Polymultipliée. Comme la saison précédente, il se classe second du Week-end ardennais, après avoir terminé 10e de la Flèche wallonne puis troisième de Liège-Bastogne-Liège. Le 18 mai, il est second du Prix du pneumatique derrière Maurice Diot. En juin, il court le Tour de Suisse juste avant de courir le Tour de France qui part le 25, de Brest.

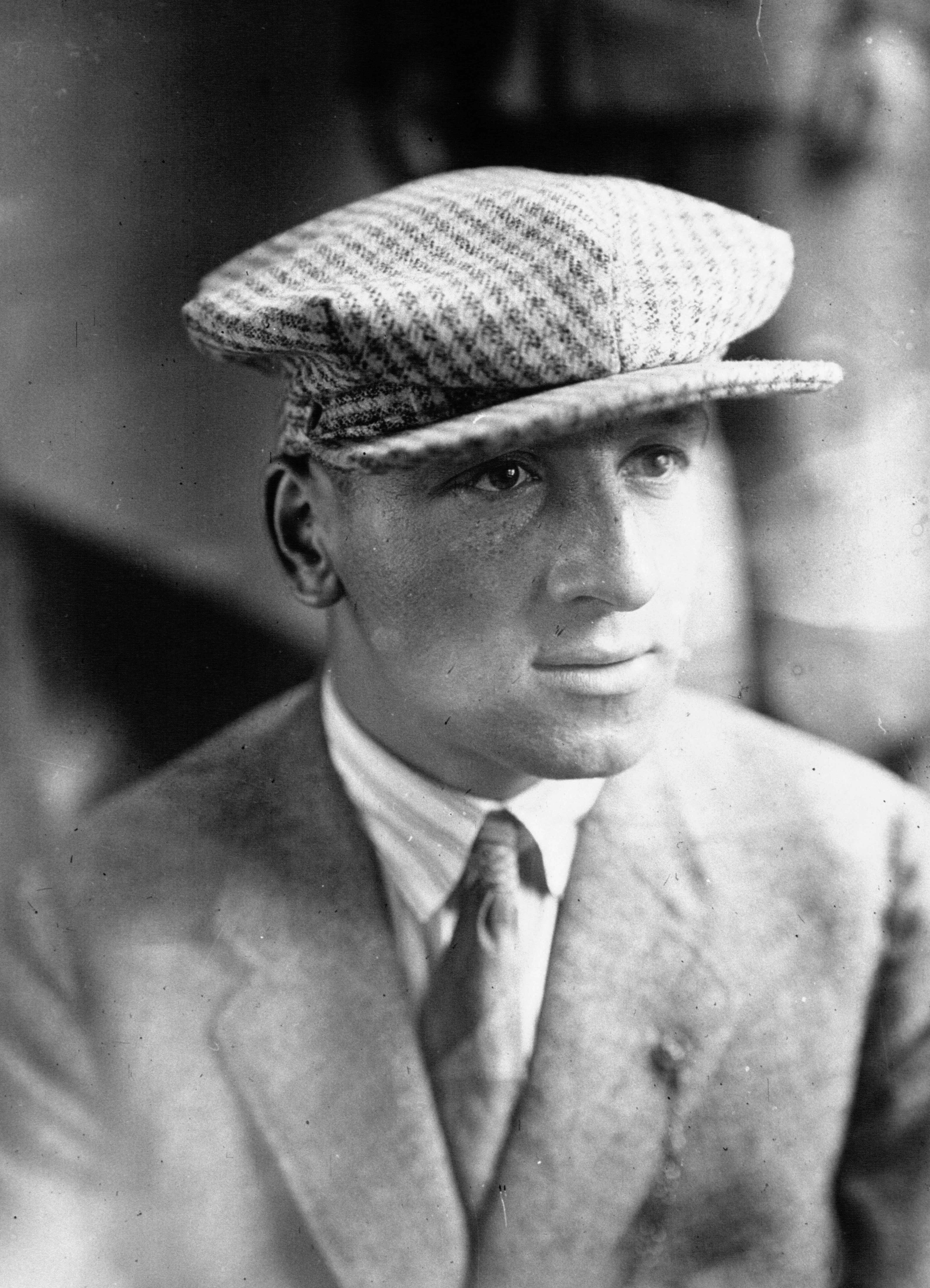
Marcel Bidot (ici en 1929), patron de l'équipe de France (à laquelle appartient Robic) sur le Tour 1952.

Contrairement à l'année précédente et seulement pour la seconde fois, il court sous les couleurs de l'équipe de France (dirigée par Marcel Bidot). Dans celle-ci, si Raphaël Géminiani (second en 1951) est présent, Louison Bobet est absent pour raisons médicales. Dès la cinquième étape, les Italiens, notamment Coppi, marquent leur territoire : si Jean Diederich gagne l'étape, Coppi, second, prend du temps à tous ses concurrents et notamment à Robic (11e de l'étape à quatre minutes) et à Nello Lauredi, 14e de l'étape, dans le même temps que Robic. Nello Lauredi conserve toutefois son maillot jaune pour une seconde. Lors de la septième étape Metz - Nancy en contre-la-montre, Coppi accroît encore son avance sur Robic qui termine 39e de l'étape à quatre minutes du « campionissimo ». Au soir de la huitième étape à Mulhouse, Robic pointe à plus de vingt minutes du maillot jaune Fiorenzo Magni. Coppi « écrase » ce Tour 1952 en remportant successivement l'étape de L'Alpe d'Huez puis, au lendemain de la première journée de repos, la onzième étape se terminant à Sestrières. Sur la dixième étape, Robic résiste plutôt bien à Coppi : il est second à L'Alpe d'Huez à 1 min 20 s de Coppi. Par contre dans la onzième étape, il est victime d'un incident mécanique dont il reproche les conséquences à Marcel Bidot. En effet, celui-ci ne l'avait pas suivi préférant se concentrer sur l'assistance de Laurédi. Maurice Vidal dans Miroir Sprint, raconte ainsi ce différend :

« Il semble que Marcel Bidot ait commis une erreur d’appréciation. Certes Laurédi était ce matin encore le leader français, mais le directeur technique des Tricolores savait qu'il se trouvait à plus de vingt minutes de Coppi en fin de journée, alors que Robic revenu de l'arrière, dans le Galibier, remontait tout le monde, sauf Coppi évidemment. »

— Marcel Vidal, Miroir Sprint, juillet 1952.

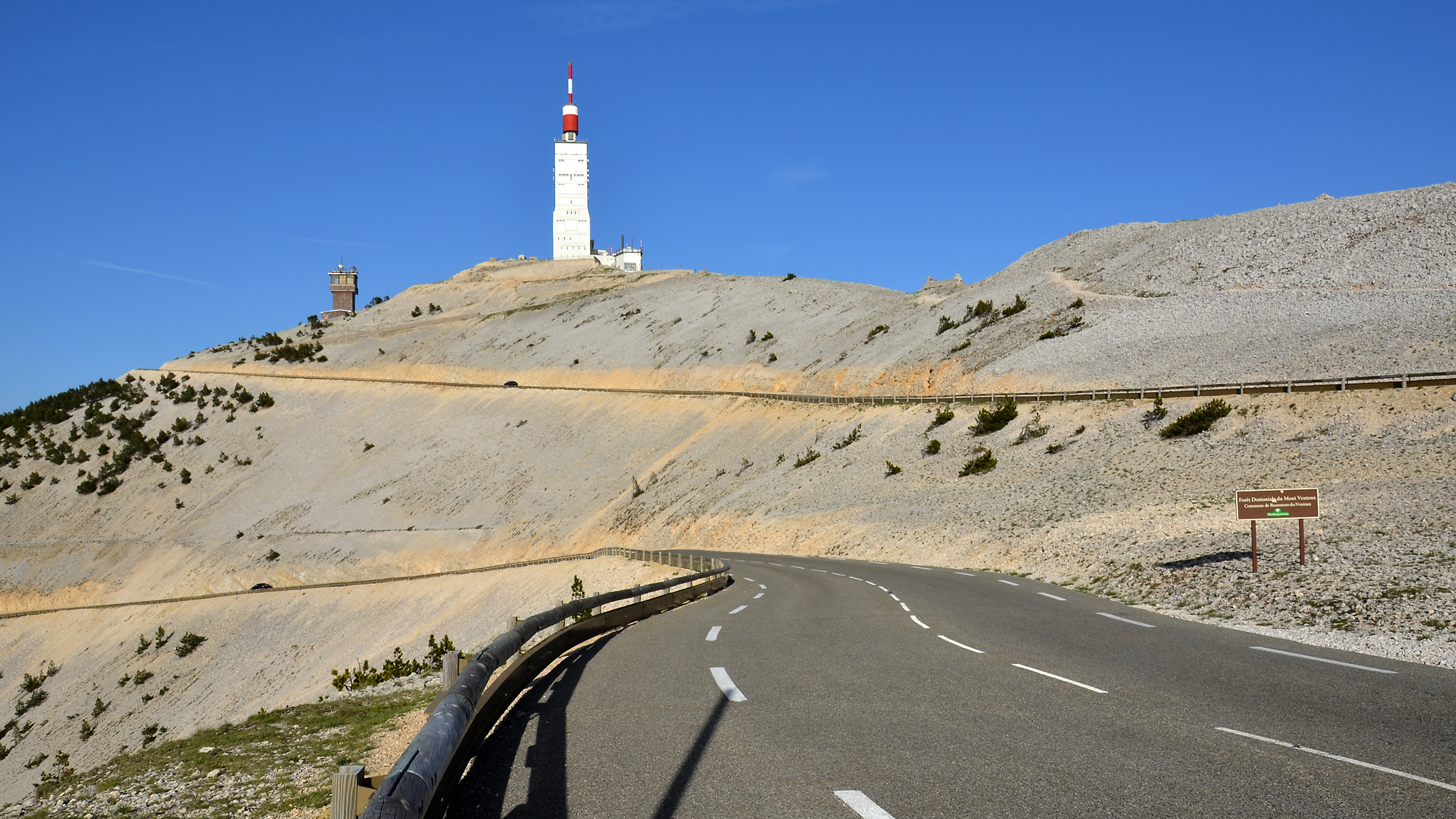
Le sommet du mont Ventoux, que Robic franchit en tête lors du Tour 1952, avant d'aller remporter la quatorzième étape.

Entre Sestrières et Monaco, Robic franchit seul le col de Tende, devançant Coppi ; mais il est repris par la suite par Jan Nolten puis par d'autres coureurs. Robic finit l'étape en septième position et remonte à la huitième place du général. le 9 juillet 1952, pour la 14e étape, l'équipe de France passe à l'offensive : Raphaël Géminiani d'abord, puis Robic qui le rejoint et le dépasse dans l'ascension du Mont Ventoux (par le versant sud, une première). Robic passe seul en tête le Ventoux et s'en va remporter la victoire d'étape à Avignon. Les Pyrénées puis l'étape du Puy de Dôme confirment la nette domination de Coppi. Robic est alors troisième au général à 2 min 16 s du second Ockers ; mais l'avant-dernière étape qui se court en contre-la-montre (entre Clermont-Ferrand et Vichy) n'est pas fait pour l'avantager alors même qu'Ockers est plutôt un spécialiste. En effet, sur ce contre-la-montre, Robic finit 38e, perd cinq minutes sur Ockers et rétrograde à la cinquième place du général (devancé par Bernardo Ruiz et par Gino Bartali), classement qu'il conserve jusqu'à Paris. Coppi lui rend toutefois hommage ainsi : « En 1949, je n'ai trouvé qu'un seul Français sur ma route, c'était Jean Robic. En 1952, c'est encore lui qui m'a porté les coups les plus durs. »
Robic obtient quelques bons résultats au cours de la fin de saison et remporte notamment le Bol d'or des Monédières. Il court également le championnat du monde sur route, épreuve sur laquelle il se classe 10e. Enfin, il termine cinquième du Challenge Desgrange-Colombo (qui constitue une sorte de coupe du monde aux points sur l'ensemble de la saison).

### Saison 1953, le maillot jaune sur le Tour

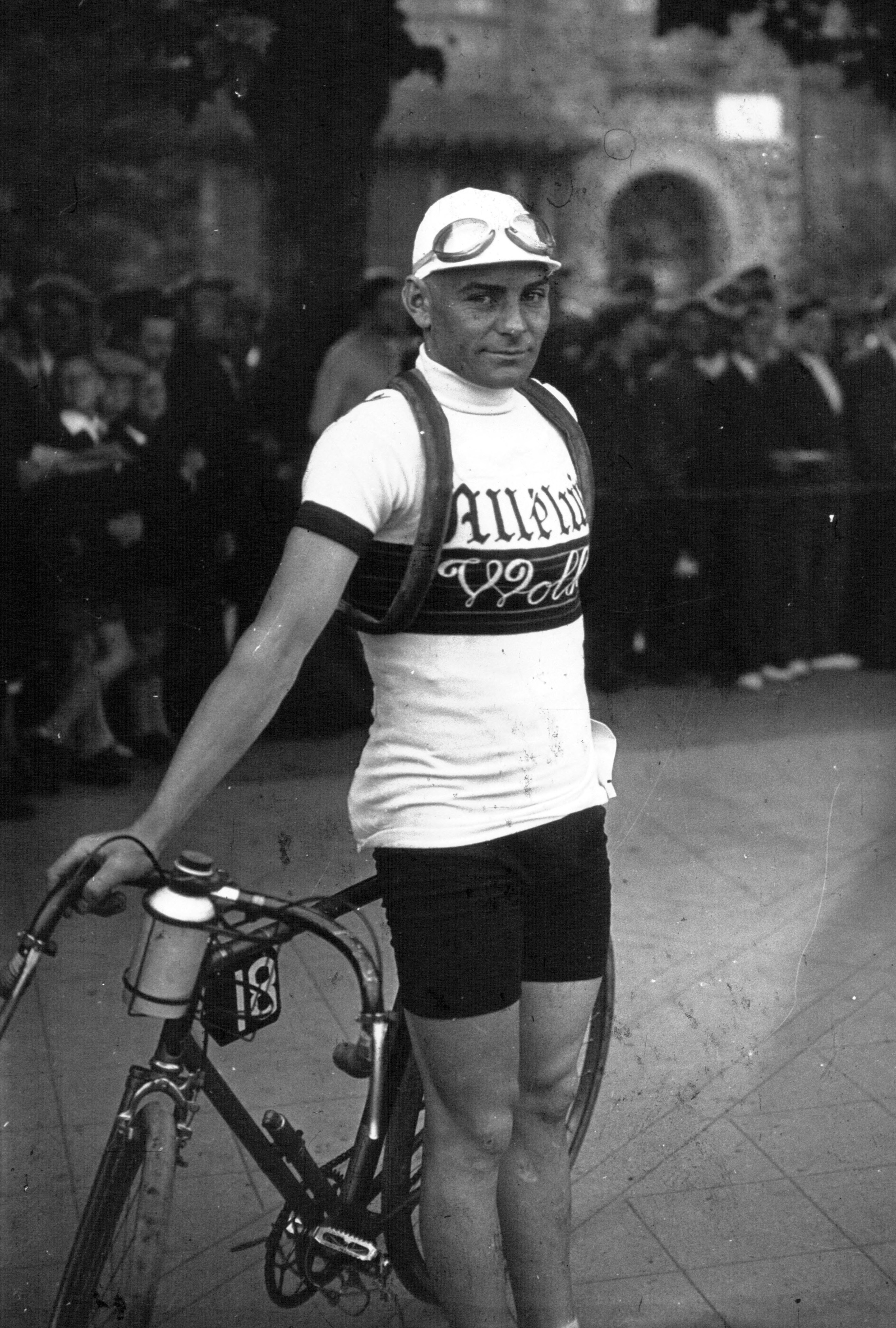
Léon Le Calvez (ici en 1931), patron de l'équipe de l'Ouest sur le Tour de France de 1952 à 1956 (Robic fait partie de l'équipe sur les Tours 1953, 1954 et 1955).

Lors de la saison 1953, l'équipe principale de Robic est à nouveau « Colomb-Manera ». Sa saison débute par Paris-Côte d’Azur sur lequel il obtient une troisième place au sprint de la dernière étape et la huitième place au général final. Sur Milan-San Remo, il est septième et premier Français à 21 s du vainqueur Loretto Petrucci (qui fait là le doublé, après sa victoire en 1952). Dans la course de côte du mont Faron, il prend la seconde place derrière Jean Dotto qui remporte l'épreuve pour la troisième fois consécutive. Il enchaîne alors avec une autre course de côte, la Polymultipliée (qu'il a gagné en 1952), et sur laquelle il se classe sixième. Sur le Critérium du Dauphiné libéré, il intègre l'équipe « Paris-Province » : il est troisième de la troisième étape (Valence-Avignon), deuxième de la cinquième étape (Uriage-Val-d'Isère) et finalement troisième au général. Malgré cela, il n'est pas retenu en équipe de France pour le Tour 1953 au grand étonnement d'observateurs dont notamment Albert Baker d'Isy qui écrit dans Miroir Sprint :

« Sur sa forme actuelle comme sur son passé, Robic avait sa place théorique dans cette équipe de France. Qu'elle lui soit refusée pour des raisons d'incompatibilité d'humeur, c'est admissible, mais il est déplorable de voir le meilleur Français du Tour 52 devenir l'ennemi public des sélectionnés tricolores. »

— Albert Baker d'Isy, Miroir Sprint, 1953.
Avant de s'aligner sur le Tour avec l'équipe de l'Ouest, il termine cinquième au championnat de France de cyclisme sur route, disputé sur le circuit de la coupe Marcel-Vergeat à Saint-Étienne. Les premières étapes du Tour 1953, lui permettent de creuser quelques écarts avec les principaux favoris. Ainsi au soir de la seconde étape à Liège, il a déjà cinq minutes d'avance sur Géminiani et plus de six sur Bartali, Bobet et Koblet. Lors de la cinquième étape, Jean Malléjac, l'équipier de Robic, remporte la course. Robic termine troisième de la neuvième étape entre Bordeaux et Pau. C'est le soir de cette neuvième étape que Robic et Le Calvez imaginent l'objet qui devait lui permettre de limiter le temps généralement perdu dans les descentes du fait de sa corpulence : un bidon d'aluminium rempli de plomb dont la masse atteindrait près de 10 kg,. L'idée est que ce bidon serait transmis à Robic en haut des cols et repris ensuite, en bas des descentes. Lors de la dixième étape Pau - Cauterets, Robic fait second derrière Jesús Loroño, devient maillot vert (nouveauté du Tour 1953) et est quatrième du général à 5 min 30 s de Fritz Schaer, alors même que l'un des grands favoris, Koblet, chute au cours de l'étape et est de ce fait amoindri. Au soir de la dixième étape, à Cauterets, Le Calvez fabrique le bidon factice avec l'aide d'un forgeron local. À la fin de l'ascension du col du Tourmalet (que Robic passe en tête), Le Calvez parvient via un mécanicien (complice) à transmettre le bidon à Robic qui amorçant puis descendant le Tourmalet, est heurté par un motard, ce qui provoque sa chute ainsi que celle du bidon. Robic, délaisse son vélo pour tenter d'attraper le bidon, finalement récupéré par Le Calvez. La scène semble étrange pour les témoins, dont Félix Lévitan, qui la retranscrit ainsi dans Miroir Sprint :

« Le bonhomme est tombé [...] et il a perdu dans la dégringolade un bidon de nourriture liquide écrasé par une voiture suiveuse. Il en est sorti les genoux couronnés mais [...] ce qui comptait par-dessus tout, c'était son bidon. Il en pleurait, tandis qu'on le remettait en selle : « Mon bidon... Mon bidon... » »

— Félix Lévitan, Miroir Sprint, juillet 1953.

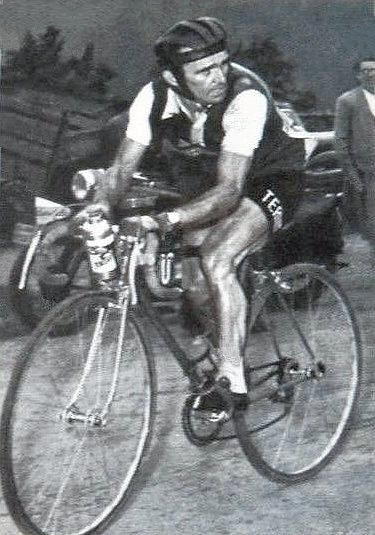
Robic en 1953.

Cette tentative de tricherie est révélée après le Tour par Le Calvez, dans un entretien paru dans Ouest-France. Dans l'étape elle-même, Robic poursuit son effort et finit seul à Luchon, remportant l'étape et endossant le maillot jaune pour dix-huit secondes d'avance sur Fritz Schaer. C'est le second maillot jaune de sa carrière (après celui de 1947) mais le premier qu'il va porter en course, le lendemain, au cours de l'étape Luchon - Albi. Se sachant sous surveillance des ténors de l'équipe de France et voulant utiliser les bonnes positions au général de ses coéquipiers de l'équipe de l'Ouest, il incite Jean Malléjac et surtout François Mahé (qui est alors septième à moins de douze minutes) à attaquer le lendemain. Son plan consiste alors à monopoliser l'attention des coureurs de l'équipe de France et à ne surtout pas bouger du peloton ; si dans le même temps Mahé pouvait creuser suffisamment l'écart, il pourrait lui transmettre ce maillot jaune qui va contraindre sa liberté d'action. Lors de la douzième étape, le plan de Robic fonctionne parfaitement : non seulement Mahé et Malléjac sont dans l'échappée mais également Joseph Morvan et Roger Pontet de l'équipe de l'Ouest. À l'arrivée Mahé prend le maillot jaune, Robic est quatrième à 8 min 50 s mais le leader de l'équipe de France, Louison Bobet est relégué 13e au général à 18 min 2 s. Lors de l'étape suivante, c'est l'équipe de France qui, en représailles, passe à l'offensive : un groupe s'échappe incluant notamment Bobet et Géminiani et dans lequel Malléjac parvient à s'immiscer. C'est alors que Robic (toujours porteur du maillot vert) alors à environ 7 minutes du premier groupe, chute lourdement dans la descente du col de Fauredon. S'il parvient à repartir, il est tout de même très diminué et parvient à Béziers avec quarante-cinq minutes de retard sur le vainqueur Lauredi. Robic est contraint à l'abandon et est non-partant le lendemain (alors même que Malléjac est maillot jaune). Finalement, Malléjac est deuxième de ce Tour et Mahé neuvième. La fin de saison de Robic aurait dû le voir participer une nouvelle fois au championnat du monde sur route à Lugano : or la veille de l'épreuve, alors que toute l'équipe de France est déjà réunie sur place, Jean Robic n'est toujours pas arrivé. Il n'arrive à l'hôtel de l'équipe qu'à 23 h ce qui provoque la colère de Marcel Bidot qui lui préfère finalement André Darrigade qui termine 17e de l'épreuve.

### Les dernières saisons: 1954 à 1961
En 1954, Robic change d'équipe (Colomb cessant l'activité de son équipe cycliste) et intègre l'équipe Terrot. Après une neuvième place à la course de côte du mont Faron, il obtient une 13e place au général de Paris-Côte d’Azur. Il termine alors second de la Polymultipliée qu'il avait remportée en 1952. Sur le Critérium du Dauphiné libéré, il signe la troisième place de la sixième étape remportée par Charly Gaul à Besançon. Robic participe alors au Tour au sein de l'équipe de l'Ouest. À la suite de la première section de la quatrième étape courue en contre-la-montre par équipes sur le circuit des Essarts, Robic est sixième au général à 1 min 26 s de Bobet ; l'équipe de l'Ouest s'étant classée troisième du contre-la-montre derrière la Suisse et la France. L'après-midi, l'arrivée est donnée à Caen : alors que Robic s'apprête à disputer le sprint du peloton, il percute un opérateur de prise de vue (Jean Forgue) situé sur le bord de la chaussée. Fiévreux et sérieusement blessé à l'épaule, Robic est non-partant le lendemain. Après le Tour, Robic participe au Tour de l'Ouest, sur lequel il abandonne. Au championnat du monde sur route, il finit 14e,. Fin 1954, Robic lance sa propre marque de cycles nommée « Jean Robic », une sous-marque de l'équipe Gitane.
En 1955, Robic intègre donc l'équipe Gitane-Hutchinson. Il participe à quelques compétitions sans toutefois obtenir de résultats hormis une 10e au général du Midi libre et une seconde place (derrière Bobet) sur la cinquième étape du Critérium du Dauphiné libéré arrivant à Gap. Sur le Tour de France 1955, il intègre pour la cinquième et dernière fois, l'équipe de l'Ouest. Lors de la septième étape Zurich - Thonon-les-Bains, il est heurté (avec d'autres coureurs) par une voiture suiveuse ; il chute sur son épaule blessée l'année précédente. Le réveil de cette blessure le conduit à abandonner durant la dixième étape.
Lors de la saison 1956, il obtient une huitième place au critérium national, une neuvième place à Paris-Roubaix ainsi qu'une 15e place sur Paris-Bruxelles. Alors qu'il prépare Bordeaux-Paris avec des coéquipiers, à Rambouillet, Robic est violemment heurté par une voiture : il est sérieusement blessé au front et est fracturé à un fémur, à une main ainsi qu'au nez. Le reste de sa saison, au cours de laquelle il n'est évidemment pas présent sur le Tour, est consacré à sa convalescence.
À partir de 1956, Jean Robic se consacre à sa nouvelle profession de restaurateur dans sa brasserie située avenue du Maine à Paris ; il ne court donc que de façon éparse. Néanmoins en 1959, il revient de manière plus intense au cyclisme et obtient une quatrième place à Montpellier-Sète-Béziers ainsi qu'une neuvième place finale au Tour de Corrèze. Il participe au Dauphiné libéré sur lequel il finit 45e au général. Ce résultat plutôt modeste, adjoint à sa notoriété, suffit à convaincre Jean Mazier, patron de l'équipe « Paris Nord-Ouest », de l'intégrer dans l'équipe pour le Tour de France 1959. Lors de la troisième étape Namur - Roubaix, il chute avec Robinson, Suárez, son équipier de chez Paris Nord-Ouest Meneghini et Bobet. Robic s'en sort avec une main fracturée et poursuit le Tour avec un plâtre. Au soir, de la dixième étape, l'équipe de Robic voit l'un de ses membres, Michel Vermeulin, endosser le maillot jaune. Lors de la 20e étape Annecy - Chalon-sur-Saône, Robic est peu à peu décroché du peloton qui arrive finalement 21 minutes après le vainqueur Robinson. Robic parvient à Chalon-sur-Saône, treize minutes après la fin du délai prévu. Il est donc éliminé.
Jusqu'à fin 1961 (à 40 ans passés), Robic continue de s'aligner sur des courses en ligne ainsi que sur des cyclo-cross. En 1960, il remporte le critérium d'Athis-Mons. Le 31 décembre 1961, il participe à sa dernière course : le cyclo-cross de Damblainville-Falaise. Il était parvenu cette même année, à remporter celui de Brest-Keredon.

## Vie privée, après-cyclisme et circonstances de la mort

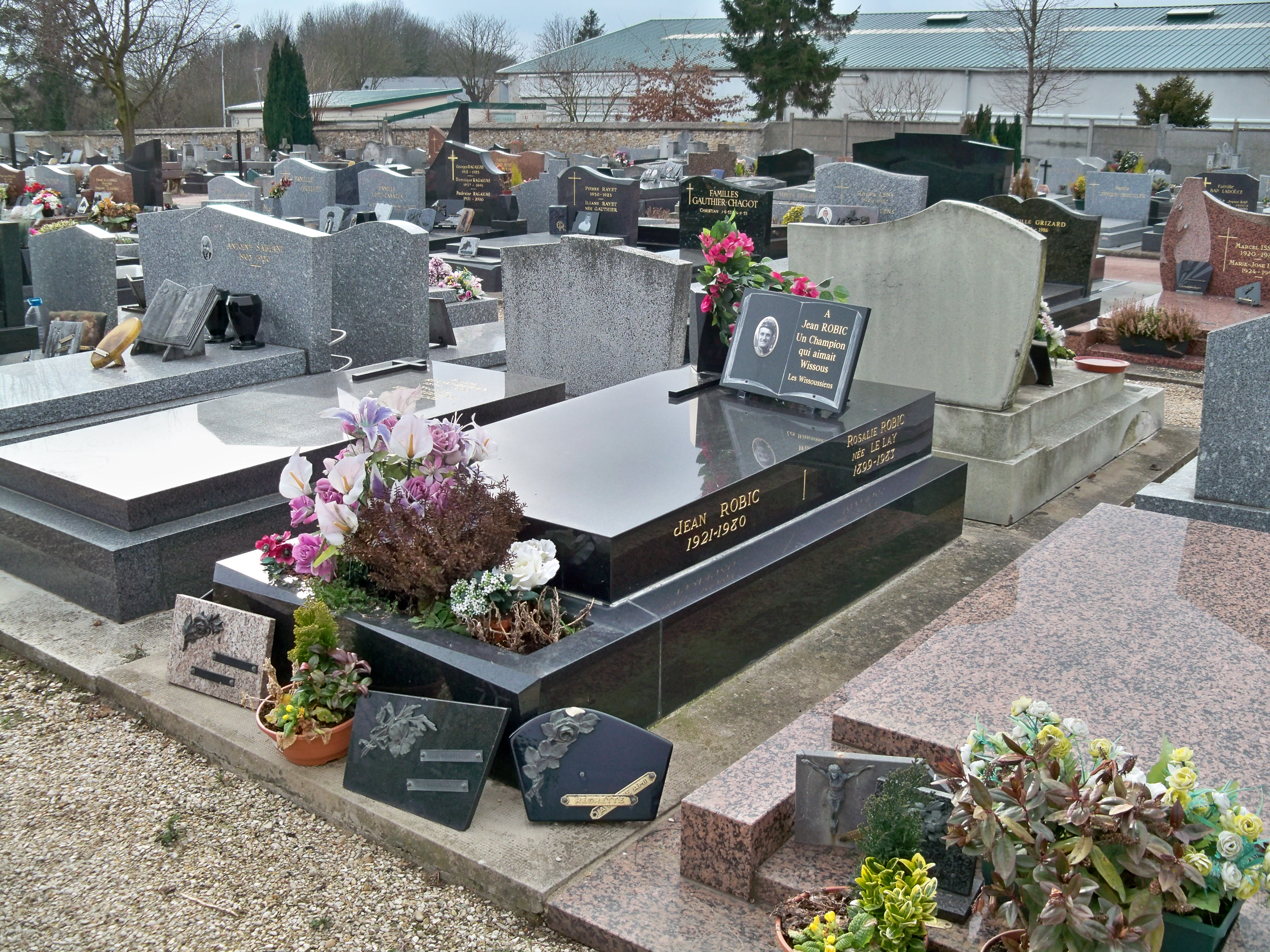
Tombe de Jean Robic, à Wissous ; il y est enterré avec sa mère Rosalie Robic (née Le Lay ; 1899 - 1983).

Jean Robic se marie le 21 juin 1947 à la mairie du 14e arrondissement avec Raymonde Cornic. Ensemble, ils auront trois enfants : Jean-Loup (né en 1948 et dont le parrain est Roger Rondeaux), Alain (né en 1949) et Christine (née en 1952).
Avant même la fin de sa carrière cycliste (à partir du milieu des années 1950), Jean Robic tient une brasserie à Paris. Après sa carrière, ses affaires périclitent ; de plus, il divorce de Raymonde Cornic. Durant cette période, il reçoit l'aide de l'ancien cycliste Eugène Letendre qui lui trouve du travail. Peu de temps avant sa mort, Jean Robic vit assez modestement dans un meublé à Montparnasse (le Keramor). Durant la période précédant sa mort, il est domicilié au 68 rue Didot.

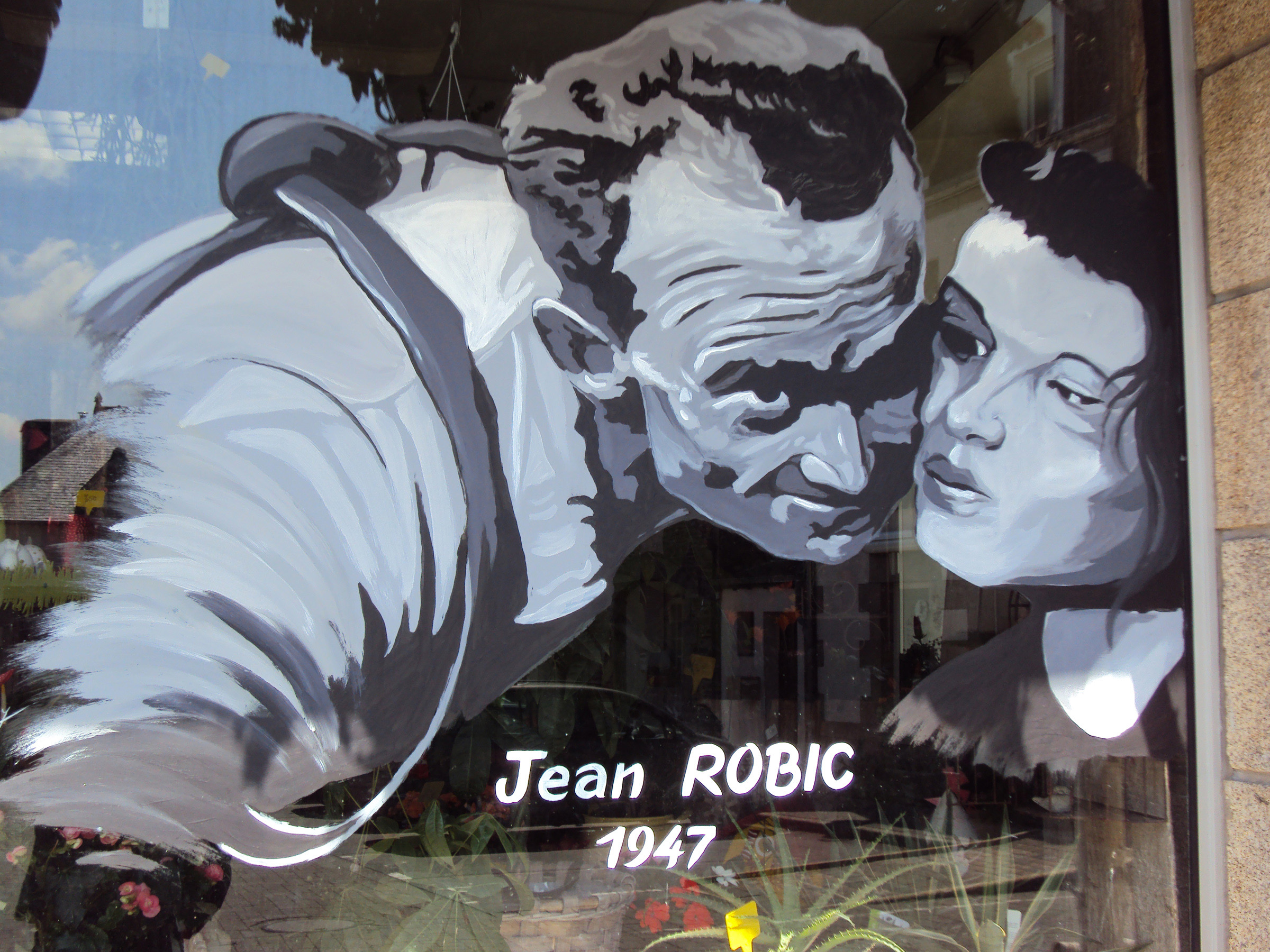
Création évoquant Jean Robic (et sa victoire au Tour de France 1947) sur une vitrine de Mûr-de-Bretagne à l'occasion de la quatrième étape du Tour de France 2011 (le 5 juillet), entre Lorient et Mûr-de-Bretagne.

Le 5 octobre 1980, Jean Robic participe à une réunion d'anciens cyclistes, à l'hôtel-restaurant « Le Gonfalon » à Germigny-l'Évêque. Cette journée, organisée par Joop Zoetemelk, le beau-père de ce dernier, ainsi que par Eugène Letendre, commence par une « gentlemen » nommée la « course des anciens de la petite reine » de 30 à 40 kilomètres (à laquelle Robic participe) et est suivie d'un repas festif. Au cours de la soirée, Jean Robic, qui était venu accompagné, trouve sa cavalière dans les bras d'un autre champion cycliste, présent ce soir-là. Jean Robic, en colère, décide alors de quitter les lieux ; Apo Lazaridès et René Vietto essaient d'abord de l'en dissuader. Après une petite échauffourée, Robic récupère ses clés de voiture et parvient à convaincre Lianor Sanier (l'épouse de Robert Sanier, un ancien cycliste) de l'accompagner jusqu'à Paris. Vers 3 heures 30 du matin, l'Audi 100 conduite par Jean Robic, roulant à environ 55 km/h, percute la remorque d'un camion sur la même voie, à proximité de Claye-Souilly et s'encastre sous l'arrière du camion,,, tuant sur le coup Lianor Sanier et Jean Robic. Les premiers éléments de l'enquête font état de la possibilité d'un endormissement de Jean Robic au volant de son automobile, car il n'y avait aucune trace de freinage sur la chaussée. Par ailleurs, il est attesté que la soirée fut particulièrement « arrosée », et tout indique que Robic ait eu ce soir-là une forte consommation d'alcool,.
Jean Robic est enterré à Wissous dans l'Essonne, ville dans laquelle il a habité et où une allée porte son nom.

## Hommages, postérité

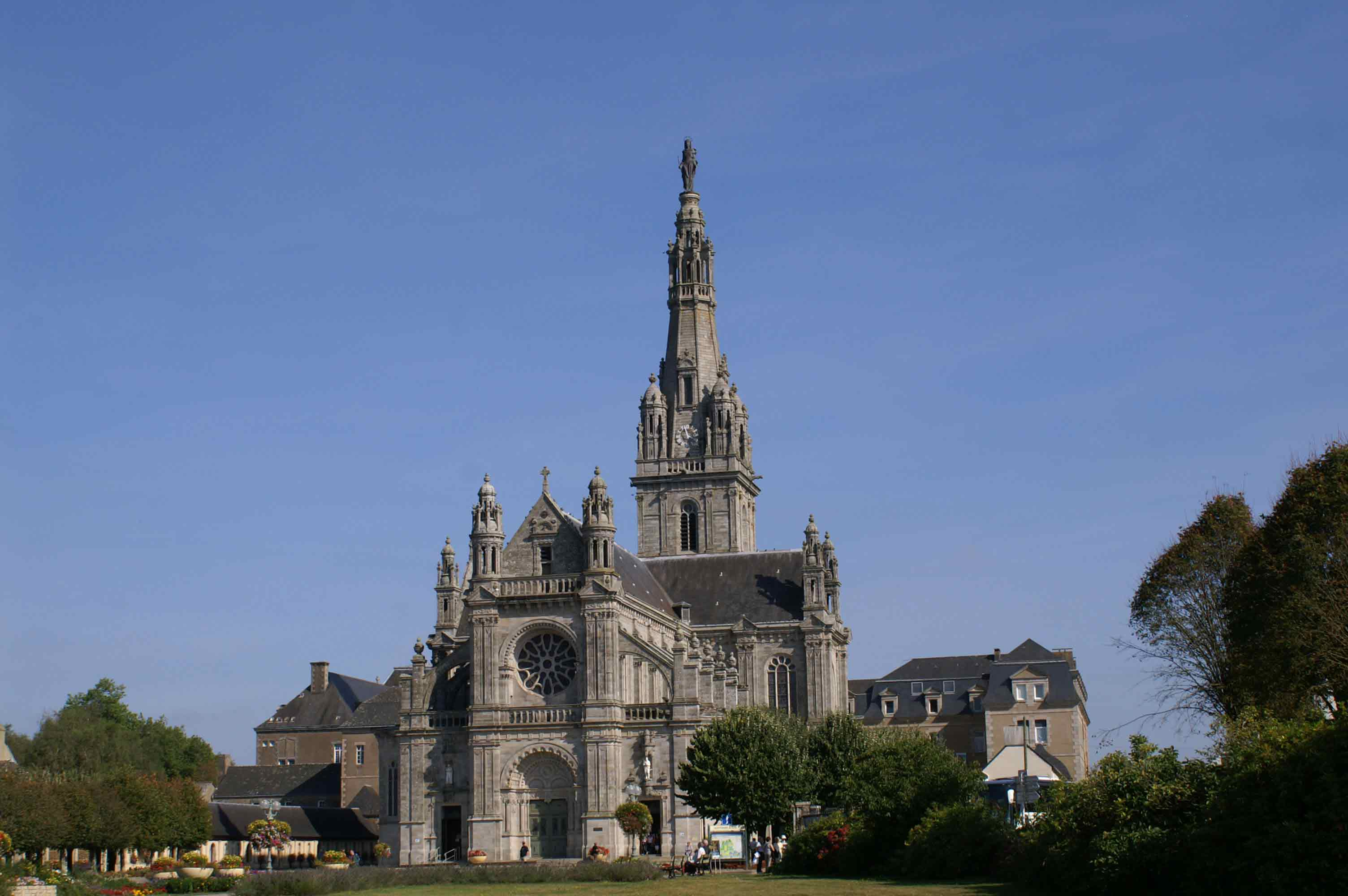
Vue de la basilique Sainte-Anne d'Auray.

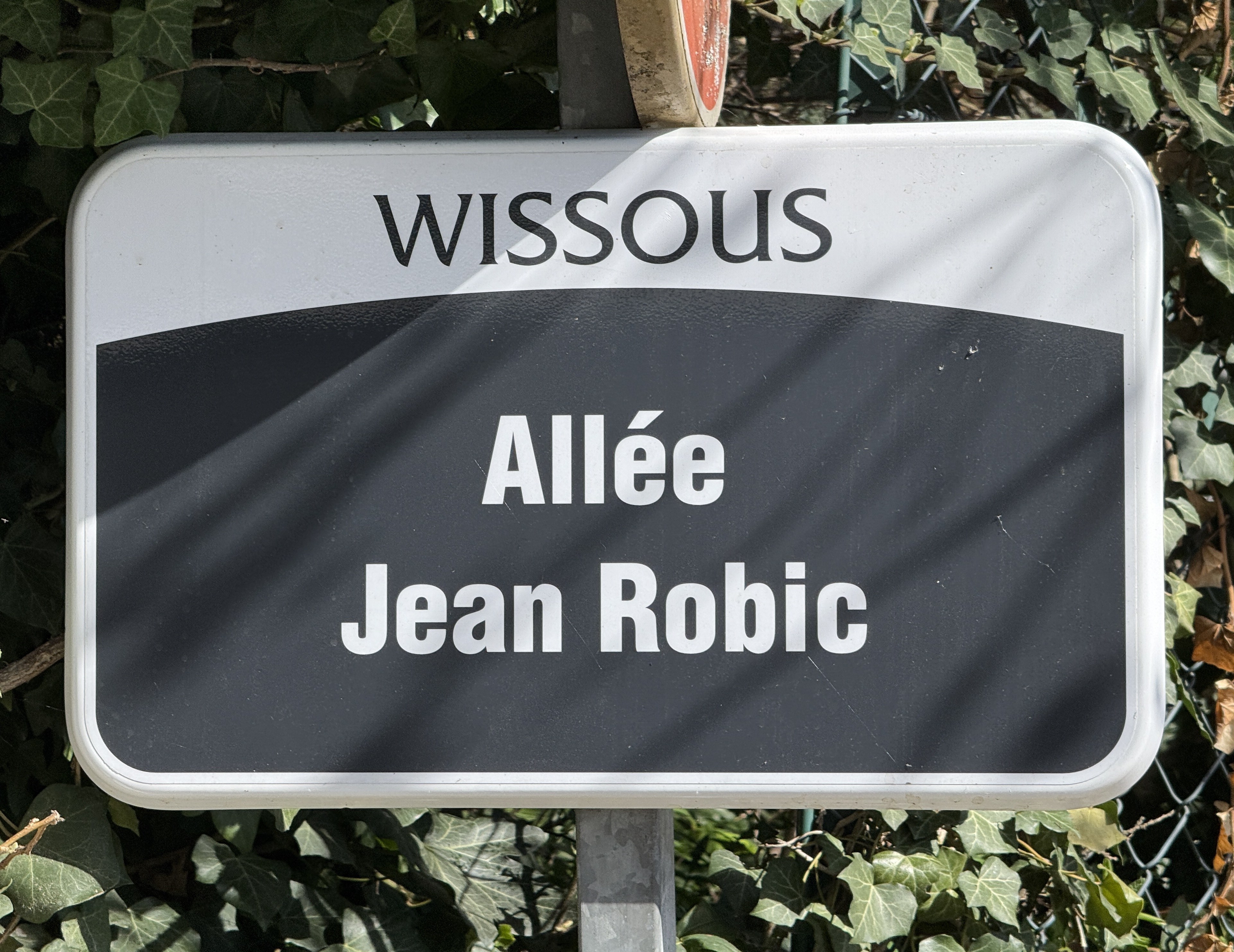
Panneau de l'allée Jean-Robic à Wissous, où il est enterré.

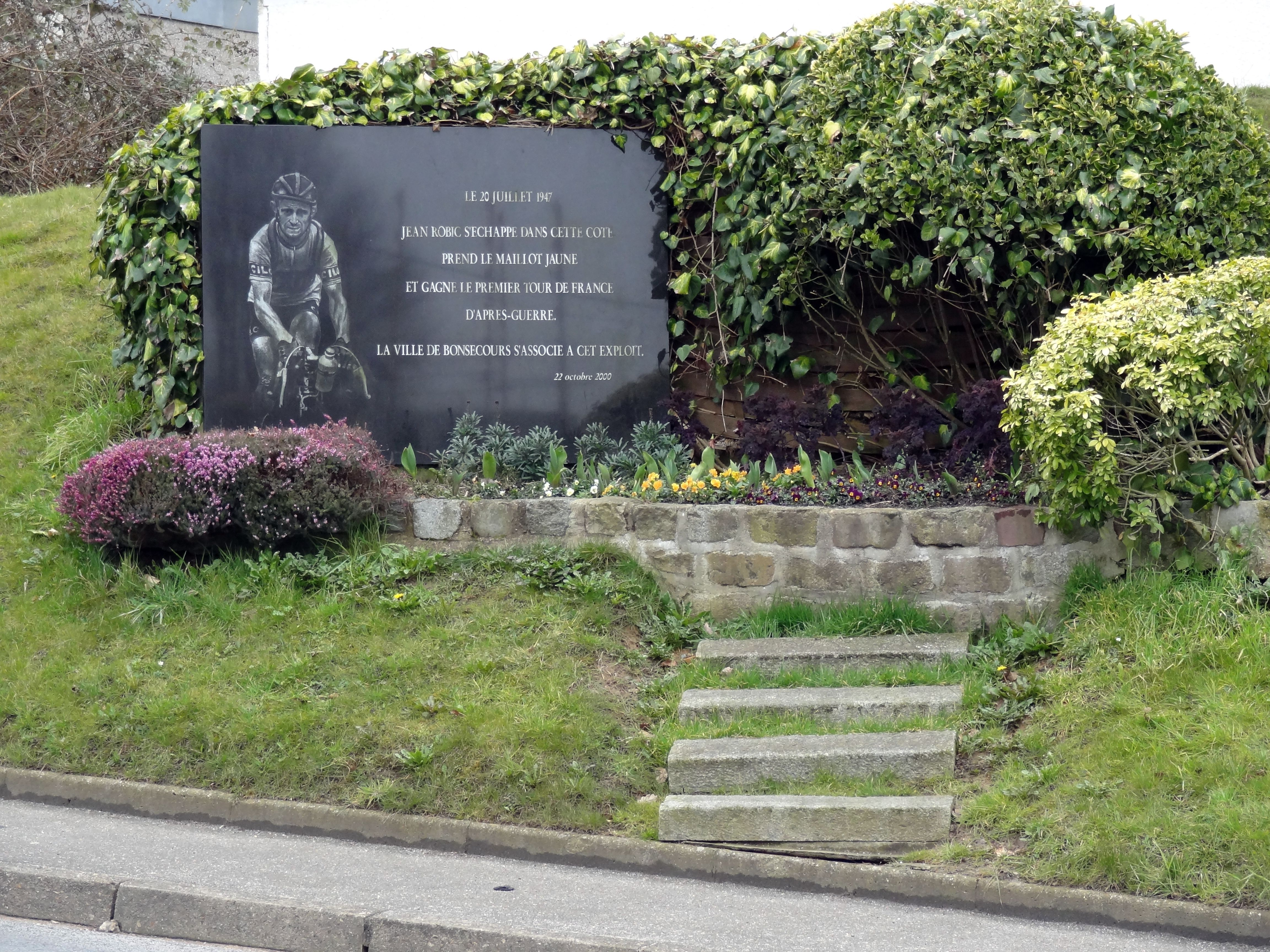
Vue de la stèle de la côte de Bonsecours, portant la mention : Le 20 juillet 1947, Jean Robic s'échappe dans cette côte, prend le maillot jaune et gagne le premier Tour de France d'après-guerre. La ville de Bonsecours s'associe à cet exploit. — 22 octobre 2000.

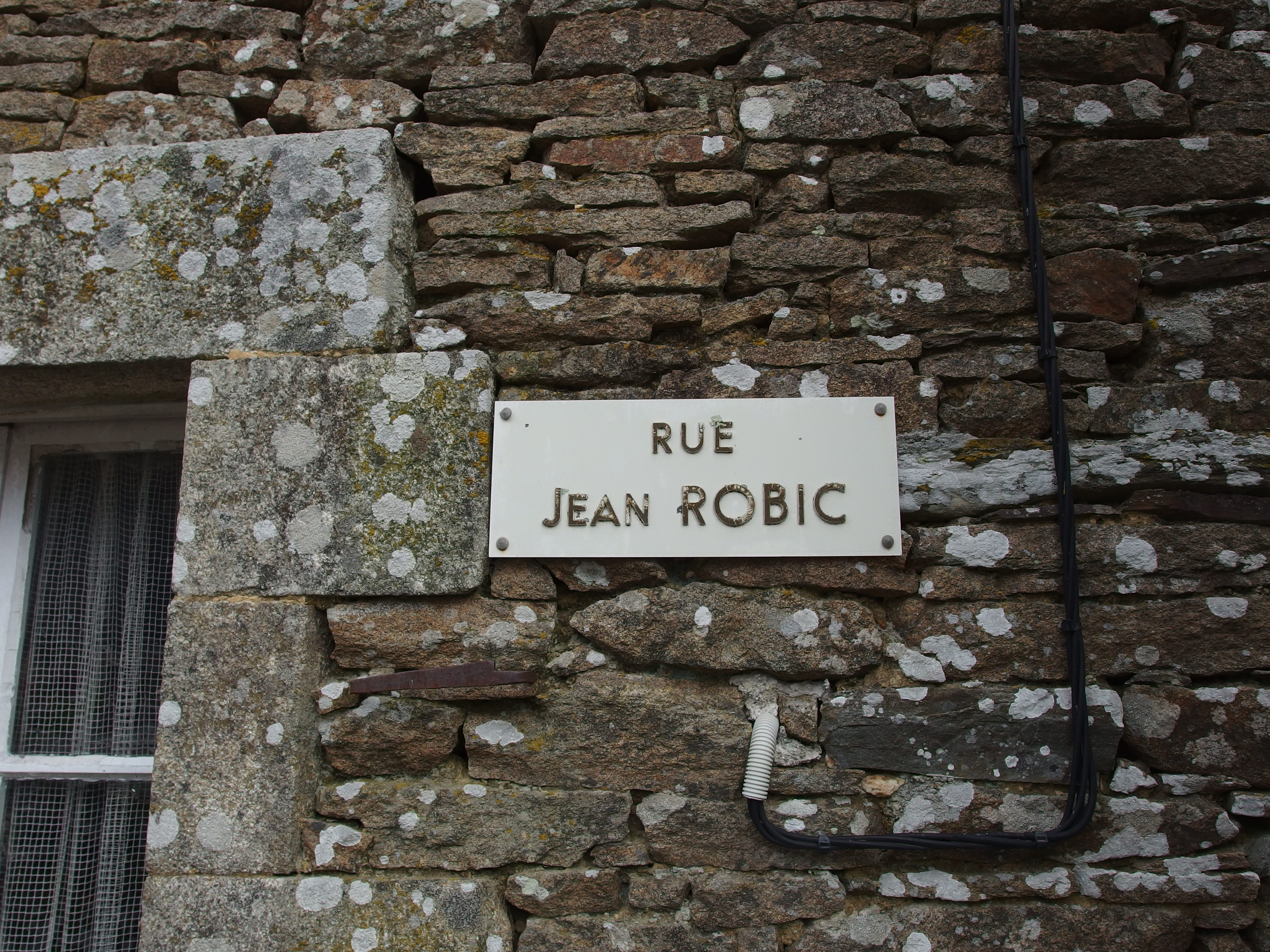
Plaque de la rue Jean-Robic à Radenac.

Dans la mairie de Radenac, une salle a été transformée en musée consacré à la vie de Jean Robic. Il y a également une rue Jean-Robic, à Radenac. On trouve une allée Jean-Robic à Wissous (où il est inhumé) et à Limoges ; une rue nantaise porte le nom de Jean Robic. Il y a une place Jean-Robic, à Vouziers, où il est né. Enfin, une allée Jean-Robic existe à Neuilly-Plaisance.
À la suite de sa victoire au Tour de France 1947, Jean Robic fit don de son maillot jaune à la basilique Sainte-Anne d'Auray : il est exposé dans le « trésor » de la basilique. En 2011, le « trésor » de la basilique fut partiellement volé ; toutefois, le maillot jaune de Jean Robic ne fut pas dérobé.
Une course cyclotouriste, la « Robic - Côte de Bonsecours » est organisée chaque année à Bonsecours. Son attaque dans la côte de Bonsecours, lors de l'ultime étape du Tour 1947, y est ainsi commémorée. À noter la présence d'une stèle érigée le 22 octobre 2000 et située Côte de Bonsecours, rendant également hommage à Jean Robic ; le départ de la 5e étape du Tour de France 2012 a été donné au pied de cette stèle.
Une course régionale, le Grand Prix Jean-Robic, est organisée chaque année, à Radenac. Enfin, une initiative de la communauté de communes du pays de Pontivy, destinée à développer le tourisme sportif, a été nommée « Les circuits Jean-Robic ».
Jean Robic est détenteur du titre de Gloire du sport. À ce titre, il y a une plaque au nom de Jean Robic, au Stade Pierre-de-Coubertin.
À Carhaix-Plouguer (Finistère), la ville a décidé en 2016, dans un but de développement artistique, culturel et touristique, de créer un panthéon des Bretons les plus populaires. Pour ce projet, elle passe commande d'une statue représentant les « 4 As bretons du vélo » — Louison Bobet, Bernard Hinault, Lucien Petit-Breton et Jean Robic —, tous les quatre anciens vainqueurs du Tour de France, et cela auprès de la sculptrice Annick Leroy. Cette œuvre artistique a été dévoilée le 2 juillet 2018, en présence de Bernard Hinault.

## Caractéristiques et postérité
Jean Robic est de petite taille (1,57 mètre). Il est également pourvu d'un physique que certains commentateurs pouvaient qualifier de disgracieux. Par exemple, le journaliste Jean-Paul Ollivier précise que « Robic était un homme laid » ce qui ne l'a pas empêché de « gagner le plus beau Tour, celui de la Libération » ni « d'épouser la plus belle fille de Montparnasse, Raymonde Cornic ». La combinaison de ces deux considérations (assez subjectives) se retrouve dans un surnom tel que « Le nain jaune », allusion à un jeu de carte, ou dans l'usage de terminologie telle que « Lutin ». On trouve là un ressort fréquent dans le traitement éditorial de la soif de victoire de Jean Robic : la revanche sur le sort. C'est par exemple, l'angle choisi par Pierre Chany dans la nécrologie de Robic, publié en 1980 dans L'Équipe : « Il était venu au cyclisme pour combattre l'humiliante ironie de ses petits copains de Radenac. »
Au sein du peloton, son mauvais caractère et sa propension à se plaindre, à se vanter, ainsi qu'à « aboyer » après chaque injustice réelle ou supposée, lui valent quelques quolibets émis par certains coureurs ainsi qu'un surnom péjoratif inventé par Éloi Tassin : « Robiquet » ; ce surnom deviendra simplement « Biquet », par la suite.

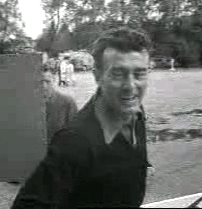
Louison Bobet (ici en 1954), lui aussi breton, dont Robic constitua l'antithèse aux yeux du grand public.

Jean-Paul Ollivier le décrit comme « le petit qui n'a pas peur des gros » ou encore « le râleur au grand cœur qui sait élever la voix quand il faut » aux yeux du grand public. Face à l'élégance des champions de l'époque, Louison Bobet ou encore Fausto Coppi, Robic oppose sa hargne et son abnégation. Jean-Paul Ollivier précise :

« Il [...] ne pouvait échapper au manichéisme qui réclame impérativement des bons et des mauvais. Il serait donc le mauvais face à Louison Bobet, le premier de la classe. »

Pour Jacques Augendre, Bobet est sa « bête noire » : « [Leur] rivalité, entretenue par des déclarations assassines et la presse qui trouvait là un sujet inépuisable, domina la première moitié des années 1950. Elle fut d'autant plus attractive que les deux adversaires avaient du talent, de la personnalité et un sens journalistique contrasté. Bobet donnait dans la séduction et Robic dans la provocation : « Nous sommes bretons tous les deux, mais je suis un Breton authentique alors que Bobet est un Breton de l'extérieur. » Bobet répondait courtoisement aux journalistes, des « emmerdeurs » selon son rival qui leur reprochait « de poser des questions stupides et d'écrire n'importe quoi ». »
Toujours selon Augendre, le scénario du Tour de France 1959, leur dernier, est particulièrement éloquent : Robic est éliminé, hors délai, « la pire des humiliations », tandis que Bobet se retire au point culminant de la course, le col de l'Iseran, « attitude d'un seigneur ».
Considéré comme pieux (comme l'atteste le don de son maillot jaune du Tour 1947 à la basilique Sainte-Anne d'Auray), Robic fut parfois envisagé sous cet angle :

« Catholique, voire mystique, « Biquet » ou « Casque de cuir », représente une sorte d'anti-Vietto, quelque peu réactionnaire. »

## Palmarès
Les principaux éléments du palmarès de Jean Robic sont détaillés ci-dessous.

### Cyclisme sur route

#### En indépendant
| - 1939 - Éliminatoire du Premier pas Dunlop - 1940 - Grand Prix du Gros-Caillou - 1941 - 3e de Paris-Rouen | - 1942 - 3e de Paris-Alençon - 1943 - 3e de Paris-Nantes |  |

#### En professionnel
| - 1944 - Omnium des routiers (Vaugirard) - 3e du Rallye des Champions (Tour de Paris en contre-la-montre) - 1945 - Omnium de la route (associé à Lucien Le Guével) - 3e de Paris-Caen - 3e des Boucles de l'Aulne - 1946 - 3e étape de Monaco-Paris - 3e de Monaco-Paris - 10e du Circuit de l'Ouest - 1947 - 2e étape du Critérium du Dauphiné libéré - Tour de France : - Classement général - 4e, 7e et 15e étapes - 5e du Critérium du Dauphiné libéré - 1948 - Course de côte du mont Faron - 1reb et 4e étapes du Tour de Suisse - À travers Lausanne - 3e du Critérium du Dauphiné libéré - 4e du Tour de Suisse - 1949 - Course de côte du mont Faron - 11e étape du Tour de France - Subida a Arantzazu - Course de côte d'Onate - 2e du Critérium du Dauphiné libéré - 2e du Grand Prix du Pneumatique - 2e de la Coupe Marcel-Vergeat (Saint-Étienne) - 4e du Tour de France - 1950 - Rome-Naples-Rome : - Classement général - 1rea (contre-la-montre) et 2eb étapes - Subida a Arantzazu - 4e étape du Critérium du Dauphiné libéré - 7e du Tour de Romandie | - 1951 - 3e étape du Tour du Sud-Est - 2e du Tour du Sud-Est - 2e du Week-end ardennais - 3e de la Flèche wallonne - 5e de Liège-Bastogne-Liège - 7e de Bordeaux-Paris - 1952 - 1reb et 3eb (contre-la-montre) étapes de Rome-Naples-Rome - Polymultipliée - 14e étape du Tour de France - Tour de Haute-Savoie - Bol d'or des Monédières - 2e du Week-end ardennais - 2e du Grand Prix du Pneumatique - 3e de Rome-Naples-Rome - 3e de Liège-Bastogne-Liège - 5e du Tour de France - 5e du Challenge Desgrange-Colombo - 8e de Milan-San Remo - 10e de la Flèche wallonne - 10e du championnat du monde sur route - 1953 - 11e étape du Tour de France - 2e de la course de côte du mont Faron - 3e du Critérium du Dauphiné libéré - 7e de Milan-San Remo - 8e de Paris-Côte d’Azur - 1954 - 2e de la Polymultipliée - 1955 - 10e du Midi libre - 1956 - 9e de Paris-Roubaix |  |

### Cyclo-cross
| - 1941 - 4e du Critérium international de cyclo-cross (L'International) - 1944 - 2e de Versailles-Paris - 1945 - Champion de France de cyclo-cross - Cyclo-cross de Montreuil - 2e du Championnat de Paris - 1946 - Cyclo-cross des Nations - Cyclo-cross de Montreuil - 1re épreuve du Championnat de Paris - 3e du Championnat de l'Île-de-France - 1947 - Critérium international de cyclo-cross (L'International) - Revanche de L'International - Cyclo-cross de Montreuil - Cyclo-cross de la Butte-Montmartre | - 1948 - Cyclo-cross de la Butte-Montmartre - 1949 - 2e du critérium international de cyclo-cross (L'International) - 4e du Championnat de France de cyclo-cross - 5e du Championnat de l'Île-de-France - 1950 - Champion du monde de cyclo-cross - Revanche du Championnat du monde - Cyclo-cross de Montreuil - 1953 - 2e du Championnat de l'Île-de-France |  |

## Résultats sur les grands tours

### Tour de France

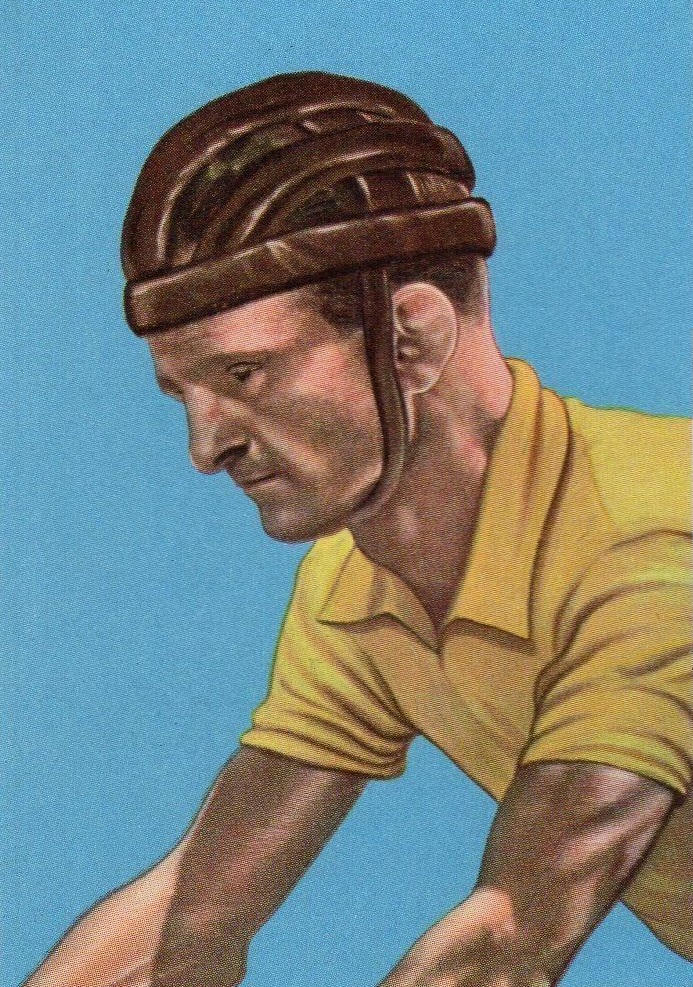
Robic en 1947.

- 1947 :  Classement final ; vainqueur de trois étapes - (équipe de l'Ouest, direction : Pierre Cloarec)
- 1948 : 16e du classement général ; 3e du Grand Prix de la montagne - (équipe de France, direction : Maurice Archambaud)
- 1949 : 4e du classement général et vainqueur d'une étape ; 3e du Grand Prix de la montagne - (équipe Ouest-Nord, direction : François Lamour)
- 1950 : 12e du classement général ; 3e du Grand Prix de la montagne - (équipe de l'Ouest, direction : Pierre Cloarec)
- 1951 : 27e du classement général - (équipe de Paris, direction : Jean Maréchal)
- 1952 : 5e du classement général et vainqueur d'une étape - (équipe de France, direction : Marcel Bidot)
- 1953 : abandon (14e étape), vainqueur d'une étape et  maillot jaune pendant un jour - (équipe de l'Ouest, direction : Léon Le Calvez)
- 1954 : abandon (5e étape) - (équipe de l'Ouest, direction : Léon Le Calvez)
- 1955 : abandon (10e étape) - (équipe de l'Ouest, direction : Léon Le Calvez)
- 1959 : hors-délais (20e étape) - (équipe Paris Nord-Ouest, direction : Jean Mazier)

### Tour d'Italie
- 1950 : abandon (13e étape) - (équipe Viscontea-Ursus, direction : Gaetano Belloni)